# 1934
| [ Edytuj tabelę ]                                                | |
| Prezydent Polski                                                 | - 1926 Ignacy Mościcki 1939 |
| Premier Polski                                                   | - 1933 Janusz Jędrzejewicz 1934 - 1934 Leon Kozłowski 1935                                                                                         |
| Król Afganistanu                                                 | - 1933 Mohammad Zaher Szah 1973 |
| Premier Afganistanu                                              | - 1929 Mohammad Haszim Chan 1946 |
| Król Albanii                                                     | - 1928 Ahmed Zogu 1939 |
| Premier Albanii                                                  | - 1930 Pandeli Evangjeli 1935 |
| Współksiążęta Andory                                             | - 1920 Justí Guitart i Vilardebó 1940 - 1932 Albert Lebrun 1940                                                                                    |
| Król Arabii Saudyjskiej                                          | - 1932 Abd al-Aziz ibn Su’ud 1953 |
| Prezydent Argentyny                                              | - 1932 gen. Agustín Pedro Justo 1938 |
| Premier Australii                                                | - 1932 Joseph Lyons 1939 |
| Prezydent Austrii                                                | - 1928 Wilhelm Miklas 1938 |
| Kanclerz Austrii                                                 | - 1932 Engelbert Dollfuß 1934 - 1934 Kurt Schuschnigg 1938                                                                                         |
| Król Belgów                                                      | - 1909 Albert I 1934 - 1934 Leopold III 1951 |
| Premier Belgii                                                   | - 1932 Charles de Broqueville 1934 - 1934 Georges Theunis 1935                                                                                     |
| Król Bhutanu                                                     | - 1926 Jigme Wangchuck 1952 |
| Prezydent Boliwii                                                | - 1931 Daniel Domingo Salamanca 1934 - 1934 José Luis Tejada Sorzano 1936                                                                          |
| Prezydent Brazylii                                               | - 1930 Getúlio Vargas 1945 |
| Sułtan Brunei                                                    | - 1924 Ahmad Tajuddin 1950 |
| Car Bułgarii                                                     | - 1918 Borys III 1943 |
| Premier Bułgarii                                                 | - 1931 Nikoła Muszanow 1934 - 1934 Kimon Georgiew 1935                                                                                             |
| Prezydent Chile                                                  | - 1932 Arturo Alessandri Palma 1938 |
| Prezydent Chin                                                   | - 1931 Lin Sen 1943 |
| Prezydent Czechosłowacji                                         | - 1918 Tomáš Masaryk 1935 |
| Premier Czechosłowacji                                           | - 1932 Jan Malypetr 1935 |
| Król Danii                                                       | - 1912 Chrystian X 1947 |
| Premier Danii                                                    | - 1929 Thorvald Stauning 1942 |
| Prezydent Dominikany                                             | - 1930 Rafael Trujillo 1938 |
| Władca Egiptu                                                    | - 1917 Fu’ad I 1936 |
| Premier Egiptu                                                   | - 1933 Abd al-Fattah Jahja Ibrahim Pasza 1934 - 1934 Muhammad Taufik Nasim Pasza 1936                                                              |
| Prezydent Ekwadoru                                               | - 1933 Abelardo Montalvo 1934 - 1934 José María Velasco Ibarra 1935                                                                                |
| Premier Estonii                                                  | - 1933 Konstantin Päts 1938 |
| Cesarz Etiopii                                                   | - 1930 Hajle Syllasje 1936 |
| Premier Etiopii                                                  | - 1927 Ras Tafari Makonnen 1936 |
| Prezydent Finlandii                                              | - 1931 Pehr Evind Svinhufvud 1937 |
| Premier Finlandii                                                | - 1932 Toivo Mikael Kivimäki 1936 |
| Prezydent Francji                                                | - 1932 Albert Lebrun 1940 |
| Premier Francji                                                  | - 1933 Camille Chautemps 1934 - 1934 Édouard Daladier 1934 - 1934 Gaston Doumergue 1934 - 1934 Pierre-Étienne Flandin 1935                         |
| Prezydent Senatu Wolnego Miasta Gdańska                          | - 1933 Hermann Rauschning 1934 - 1934 Arthur Greiser 1939                                                                                          |
| Prezydent Grecji                                                 | - 1929 Aleksandros Zaimis 1935 |
| Prezydent Gwatemali                                              | - 1931 Jorge Ubico 1944 |
| Prezydent Haiti                                                  | - 1930 Sténio Vincent 1941 |
| Prezydent Hiszpanii                                              | - 1931 Niceto Alcalá-Zamora 1936 |
| Premier Hiszpanii                                                | - 1933 Alejandro Lerroux 1934 - 1934 Ricardo Samper 1934 - 1934 Alejandro Lerroux 1935                                                             |
| Król Holandii                                                    | - 1890 Wilhelmina 1948 |
| Premier Holandii                                                 | - 1933 Hendrikus Colijn 1939 |
| Prezydent Hondurasu                                              | - 1933 Tiburcio Carías Andino 1949 |
| Szach Iranu                                                      | - 1925 Reza Szah Pahlawi 1941 |
| Premier Iranu                                                    | - 1933 Mohammad Ali Forughi 1935 |
| Władca Indii                                                     | - 1910 Jerzy V 1936 |
| Król Irlandii                                                    | - 1910 Jerzy V 1936 |
| Premier Irlandii                                                 | - 1932 Éamon de Valera 1948 |
| Cesarz Japonii                                                   | - 1926 Hirohito 1989 |
| Premier Japonii                                                  | - 1932 Makoto Saitō 1934 - 1934 Keisuke Okada 1936                                                                                                 |
| Król Jugosławii                                                  | - 1929 Aleksander I 1934 - 1934 Piotr II 1945 |
| Premier Jugosławii                                               | - 1932 Milan Srškić 1934 - 1934 Nikola Uzunović 1934 - 1934 Bogoljub Jevtić 1935                                                                   |
| Premier Kanady                                                   | - 1930 Richard Bedford Bennett 1935 |
| Emir Kataru                                                      | - 1913 Abd Allah ibn Kasim Al Sani 1949 |
| Prezydent Kolumbii                                               | - 1930 Enrique Olaya Herrera 1934 - 1934 Alfonso López Pumarejo 1938                                                                               |
| Patriarcha Konstantynopola                                       | - 1929 Focjusz II 1935 |
| Gubernator Korei (okupacja japońska)                             | - 1931 Kazushige Ugaki 1936 |
| Prezydent Kostaryki                                              | - 1932 Ricardo Jiménez Oreamuno 1936 |
| Prezydent Kuby                                                   | - 1933 Ramón Grau San Martín 1934 - 1934 Carlos Hevia 1934 - 1934 Carlos Mendieta 1935                                                             |
| Prezydent Liberii                                                | - 1930 Edwin Barclay 1944 |
| Książę Liechtensteinu                                            | - 1929 Franciszek I 1938 |
| Premier Liechtensteinu                                           | - 1928 Josef Hoop 1945 |
| Prezydent Litwy                                                  | - 1926 Antanas Smetona 1940 |
| Premier Litwy                                                    | - 1929 Juozas Tūbelis 1938 |
| Wielki książę Luksemburga                                        | - 1919 Szarlotta 1964 |
| Premier Luksemburga                                              | - 1926 Joseph Bech 1937 |
| Prezydent Łotwy                                                  | - 1930 Alberts Kviesis 1936 |
| Premier Łotwy                                                    | - 1933 Ādolfs Bļodnieks 1934 - 1934 Kārlis Ulmanis 1940                                                                                            |
| Cesarz Mandżukuo                                                 | - 1934 Pu Yi 1945 |
| Sułtan Maroka                                                    | - 1927 Muhammad V 1953 |
| Prezydent Meksyku                                                | - 1932 Abelardo L. Rodríguez 1934 - 1934 Lázaro Cárdenas del Río 1940                                                                              |
| Książę Monako                                                    | - 1922 Ludwik II 1949 |
| Minister stanu Monako                                            | - 1932 Maurice Bouilloux-Lafont 1937 |
| Przewodniczący Prezydium Małego Churału Państwowego Mongolii     | - 1932 Anandyn Amar 1936 |
| Premier Mongolii                                                 | - 1932 Peldżidijn Genden 1936 |
| Król Nepalu                                                      | - 1911 Tribhuvan 1950 |
| Premier Nepalu                                                   | - 1932 Juddha Shumsher Jang Bahadur Rana 1945 |
| Prezydent Niemiec                                                | - 1925 Paul von Hindenburg 1934 - 1934 Adolf Hitler (führer) 1945                                                                                  |
| Kanclerz Niemiec                                                 | - 1933 Adolf Hitler 1945 |
| Prezydent Nikaragui                                              | - 1933 Juan Bautista Sacasa 1936 |
| Król Norwegii                                                    | - 1905 Haakon VII 1957 |
| Premier Norwegii                                                 | - 1933 Johan Ludwig Mowinckel 1935 |
| Premier Nowej Zelandii                                           | - 1930 George Forbes 1935 |
| Sułtan Omanu                                                     | - 1932 Sa’id ibn Tajmur 1970 |
| Prezydent Panamy                                                 | - 1932 Harmodio Arias Madrid 1936 |
| Papież                                                           | - 1922 Pius XI 1939 |
| Prezydent Paragwaju                                              | - 1932 Eusebio Ayala 1936 |
| Prezydent Peru                                                   | - 1933 Oscar R. Benavides 1939 |
| Premier Południowej Afryki                                       | - 1924 Barry Hertzog 1939 |
| Prezydent Portugalii                                             | - 1926 António Óscar de Fragoso Carmona 1951 |
| Premier Portugalii                                               | - 1932 António de Oliveira Salazar 1968 |
| Król Rumunii                                                     | - 1930 Karol II 1940 |
| Premier Rumunii                                                  | - 1934 Gheorghe Tătărescu 1937 |
| Prezydent Salwadoru                                              | - 1931 Maximiliano Hernández Martínez 1944 |
| Kapitanowie regenci San Marino                                   | - 1933 Carlo Balsimelli Melchiorre Filippi 1934 - 1934 Marino Rossi Giovanni Lonfernini 1934 - 1934 Angelo Manzoni Borghesi Marino Michelotti 1935 |
| Sekretarz Stanu do spraw Politycznych i Zagranicznych San Marino | - 1918 Giuliano Gozi 1943 |
| Prezydent Syrii                                                  | - 1932 Muhammad Ali al-Abid 1936 |
| Premier Syrii                                                    | - 1932 Hakki al-Azm 1934 - 1934 Tadż ad-Din al-Hasani 1936                                                                                         |
| Prezydent Szwajcarii                                             | - 1934 Marcel Pilet-Golaz 1934 |
| Król Szwecji                                                     | - 1907 Gustaw V 1950 |
| Premier Szwecji                                                  | - 1932 Per Albin Hansson 1936 |
| Król Tajlandii                                                   | - 1925 Prajadhipok 1935 |
| Premier Tajlandii                                                | - 1933 Phya Phaholphonphayuhasena 1938 |
| Król Tonga                                                       | - 1918 Salote Tupou III 1965 |
| Premier Tonga                                                    | - 1923 Viliami Tungī Mailefihi 1941 |
| Prezydent Turcji                                                 | - 1923 Mustafa Kemal 1938 |
| Premier Turcji                                                   | - 1925 İsmet İnönü 1937 |
| Prezydent Urugwaju                                               | - 1931 Gabriel Terra 1938 |
| Prezydent USA                                                    | - 1933 Franklin Delano Roosevelt 1945 |
| Prezydent Wenezueli                                              | - 1931 Juan Vicente Gómez 1935 |
| Regent Królestwa Węgier                                          | - 1920 Miklós Horthy 1944 |
| Premier Węgier                                                   | - 1932 Gyula Gömbös 1936 |
| Monarcha Wielkiej Brytanii                                       | - 1910 Jerzy V 1936 |
| Premier Wielkiej Brytanii                                        | - 1929 Ramsay MacDonald 1935 |
| Cesarz Wietnamu                                                  | - 1926 Bảo Đại 1945 |
| Król Włoch                                                       | - 1900 Wiktor Emanuel III 1946 |
| Premier Włoch                                                    | - 1922 Benito Mussolini 1943 |
| Przywódca ZSRR                                                   | - 1924 Józef Stalin 1953 |
| Premier ZSRR                                                     | - 1930 Wiaczesław Mołotow 1941 |

Rok 1934 / MCMXXXIV
stulecia: XIX wiek ~
XX wiek ~
XXI wiek

dziesięciolecia:
1900–1909 •
1910–1919 •
1920–1929 •
1930–1939
• 1940–1949
• 1950–1959
• 1960–1969

lata: 1924 «
1929 «
1930 «
1931 «
1932 «
1933 «
1934
» 1935
» 1936
» 1937
» 1938
» 1939
» 1944

## Wydarzenia w Polsce
- 11 stycznia – założono Wojskowy Klub Sportowy Kielce.
- 26 stycznia – minister spraw zagranicznych Niemiec i polski ambasador Józef Lipski podpisali w Berlinie 10-letnią deklarację o niestosowaniu przemocy.
- 2–4 lutego – w Warszawie odbył się XXIII Kongres PPS.
- 10 lutego – na gdyńskim Oksywiu odsłonięto Pomnik Bitwy pod Oliwą.
- 13 lutego – minister spraw zagranicznych Józef Beck wyjechał z oficjalną wizytą do Moskwy.
- 15 lutego – minister spraw zagranicznych Józef Beck zakończył trzydniową wizytę w Moskwie.
- 24 lutego – premiera filmu Pieśniarz Warszawy w reżyserii Michała Waszyńskiego.
- 2 marca – Marian Zyndram-Kościałkowski został komisarycznym prezydentem Warszawy.
- 4 marca – założono Stronnictwo Wielkiej Polski.
- 6 marca – Witkacy ukończył pisanie dramatu Szewcy.
- 8 marca – zakończono polsko-niemiecką wojnę celną.
- 10 marca – uchwalono pierwszą ustawę o ochronie przyrody, która dała m.in. podstawy prawne do tworzenia parków narodowych.
- 18 marca – przeprowadzono masowe aresztowania działaczy Ruchu Młodych Stronnictwa Narodowego.
- 9 kwietnia – Poddębice odzyskały prawa miejskie.
- 10 kwietnia – podniesienie poselstw – polskiego w Moskwie i radzieckiego w Warszawie – do rangi ambasad.
- 11 kwietnia – Ministerstwo Spraw Zagranicznych zakazało polskim piłkarzom wyjazdu do Pragi na rewanżowy mecz o awans do mistrzostw świata we Włoszech. W pierwszym meczu w Warszawie wygrała Czechosłowacja 2:1.
- 14 kwietnia:
  - utworzono Obóz Narodowo-Radykalny (podpisanie deklaracji w gmachu Politechniki Warszawskiej).
  - został założony klub piłkarski Hetman Zamość.
- 18 kwietnia – założono Instytut Fryderyka Chopina, obecnie Towarzystwo im. Fryderyka Chopina.
- 29 kwietnia – otwarto lotnisko na Okęciu w Warszawie.
- 4 maja – powstał Polski Związek Inżynierów Budowlanych.
- 5 maja:
  - został podpisany protokół przedłużający do 31 grudnia 1945 roku polsko-sowiecki pakt o nieagresji.
  - powstała Rada Społeczna przy prymasie Polski.
- 13 maja – upadł rząd Janusza Jędrzejewicza.
- 15 maja – utworzono rząd Leona Kozłowskiego.
- 29 maja – bojówka ONR ostrzelała siedzibę PPS na Woli, raniąc 7 osób.
- 10 czerwca – zdelegalizowano Obóz Narodowo-Radykalny.
- 12 czerwca – w Katowicach, płotkarka Felicja Schabińska ustanowiła rekord Polski w biegu na 80 m ppł. wynikiem 12,4 s.
- 13 czerwca – do Polski przyjechał z wizytą minister propagandy III Rzeszy Joseph Goebbels.
- 15 czerwca:
  - minister spraw wewnętrznych Bronisław Pieracki został postrzelony przed budynkiem Klubu Towarzyskiego przy ul. Foksal w Warszawie przez Hryhorija Maciejkę, członka Organizacji Ukraińskich Nacjonalistów (OUN), w wyniku czego zmarł w szpitalu tego samego dnia.
  - wizyta Josepha Goebbelsa w Krakowie.
- 17 czerwca – prezydent RP podpisał rozporządzenie o utworzeniu obozu w Berezie Kartuskiej.
- 27 czerwca – rozporządzeniem prezydenta został wydany Kodeks handlowy.
- Lipiec – powódź w województwach południowej Polski.
- 6 lipca – czołowi działacze Obozu Narodowo-Radykalnego zostali osadzeni w obozie w Berezie Kartuskiej.
- 7-8 lipca – XV Mistrzostwa Polski w lekkiej atletyce. Trzy zwycięstwa odniosła Stanisława Walasiewicz: 60 m – 8,0 s; 100 m – 12,6 s; 200 m – 27,3 s. Pięć zwycięstw odniósł Klemens Biniakowski: 200 m – 22,1 s; 400 m – 50,6 s; sztafeta 100+200+300+400 m – 2:07,4 s; sztafeta 100+200+400+800 m – 3:25,2 s; sztafeta 4x400 m – 3:32,2 s.
- 12 lipca – utworzono obóz w Berezie Kartuskiej.
- 16 lipca – podczas największej powodzi w historii międzywojennej Polski odnotowano rekord wysokości opadów w ciągu jednej doby. Na Hali Gąsienicowej spadło 255 mm deszczu.
- 22 lipca – do Warszawy dotarła fala kulminacyjna w czasie największej powodzi w okresie międzywojennym.
- 28 lipca – w Warszawie rozpoczęły się Międzynarodowe Zawody Samolotów Turystycznych Challenge 1934.
- 31 lipca – Stefan Starzyński został nominowany na komisarycznego prezydenta Warszawy.
- 3–8 sierpnia – wizyta w Gdyni zespołu bojowego Floty Bałtyckiej, w skład którego wchodził pancernik Marat.
- 6 sierpnia – w Krakowie rozpoczęto usypywanie Kopca Piłsudskiego.
- 7 sierpnia – w mauzoleum leżącym na terenie bitwy pod Tannenbergiem (Stębark) z 1914 r., został pochowany marszałek Paul von Hindenburg.
- 26 sierpnia – otwarto ul. Żwirki i Wigury w Warszawie.
- 2 września – otwarto obecny Stadion im. Ernesta Pohla w Zabrzu.
- 9 września – średniodystansowiec Kazimierz Kucharski ustanowił rekord Polski w biegu na 800 m wynikiem 1:53,4 s.
- 11 września – Polska odrzuciła pakt wschodni.
- 13 września – Polska wypowiedziała traktat mniejszościowy.
- 16 września – Dar Pomorza wypłynął w rejs dookoła świata.
- 19 września – odbyła się premiera filmu Czy Lucyna to dziewczyna?.
- 23 września:
  - otwarcie Stadionu na poznańskim Dębcu; w meczu inauguracyjnym Lech Poznań wygrał z Wartą Poznań II 4:0.
  - Klemens Biniakowski ustanowił rekord Polski w biegu na 400 m wynikiem 48,8 s.
  - Franciszek Hynek i Władysław Pomaski wygrali odbywające się w Polsce zawody balonowe o puchar Gordona Bennetta.
- 2 października – katastrofa kolejowa w Krzeszowicach: 12 osób zginęło, a 60 zostało rannych w wyniku zderzenia dwóch pociągów pod Krakowem.
- 14 października – Stanisława Walasiewicz ustanowiła rekord Polski w biegu na 200 m wynikiem 23,8 s.
- 24 października – prezydent Ignacy Mościcki wydał rozporządzenie o utworzeniu ZUS.
- 15 listopada – podniesienie poselstw polskiego i niemieckiego do rangi ambasad.
- 15 grudnia – otwarcie radiowej rozgłośni regionalnej w Toruniu pod nazwą Pomorska Rozgłośnia Polskiego Radia w Toruniu (ósma rozgłośnia w kraju).
- 20 grudnia – premiera filmu Czarna perła.
- Polscy kryptolodzy zbudowali pierwszą wersję niemieckiej maszyny szyfrującej Enigmy.
- Skórcz otrzymał prawa miejskie.
- Tymbark stracił prawa miejskie, które uzyskał w 1357.
- Potwierdzenie praw miejskich dla Limanowej.

## Wydarzenia na świecie
- 1 stycznia:
  - oficjalne otwarcie więzienia Alcatraz.
  - w III Rzeszy wszedł w życie dekret o sterylizacji[1].
- 3 stycznia:
  - Gheorghe Tătărescu został premierem Rumunii.
  - w wyniku eksplozji w kopalni węgla kamiennego w czeskiej miejscowości Osek zginęło 142 górników.
- 7 stycznia – ukazał się pierwszy komiks z cyklu Flash Gordon.
- 10 stycznia – w Niemczech stracono na gilotynie holenderskiego komunistę Marinusa van der Lubbego za podpalenie Reichstagu.
- 13 stycznia – w ZSRR wprowadzono stopień naukowy „kandydat nauk” (ros. кандидат наук).
- 15 stycznia – ponad 30 tys. osób zginęło w trzęsieniu ziemi w Biharze (Indie).
- 17 stycznia – Ferdinand Porsche zaprezentował rządowi niemieckiemu projekt Garbusa, inaugurując historię marki Volkswagen.
- 18 stycznia – polska wyprawa dokonała pierwszego wejścia na szczyt Mercedario (6720 m) w argentyńskich Andach Środkowych.
- 19 stycznia – Amerykanin Laurens Hammond opatentował skonstruowane przez siebie organy elektryczne.
- 20 stycznia:
  - powstała japońska firma Fujifilm (jap. 富士フイルム株式会社), pionier w dziedzinie produkcji filmów do aparatów fotograficznych oraz samych aparatów.
  - w Wiedniu odbyła się premiera operetki Giuditta Ferenca Lehára.
- 23 stycznia – węgierski neurolog Ladislas J. Meduna podjął próbę wstrzyknięcia kamfory 33-letniemu pacjentowi w ciężkiej katatonii, doprowadzając po pięciu iniekcjach do ustąpienia jej objawów.
- 24 stycznia:
  - weszła w życie konstytucja w Estonii.
  - w USA Albert Einstein został zaproszony do Białego Domu.
- 26 stycznia – w Berlinie podpisano niemiecko-polską deklarację o nieagresji.
- 30 stycznia – Reichstag uchwalił ustawę o odbudowie Rzeszy Niemieckiej.
- 6 lutego – miesiąc po ujawnieniu tzw. afery Stavisky’ego w Paryżu doszło do kierowanych przez faszyzującą Akcję Francuską masowych demonstracji prawicy i nieudanego szturmu na Palais Bourbon, siedzibę francuskiego Zgromadzenia Narodowego.
- 9 lutego:
  - Gaston Doumergue sformował nowy rząd we Francji.
  - utworzono ententę bałkańską.
- 12 lutego – Nowy Ład Gospodarczy (ang. New Deal): powstała w USA federalna agencja rządowa Export-Import Bank mająca za zadanie finansowania i ubezpieczania transakcji w obrocie międzynarodowym.
- 12–16 lutego – w Austrii doszło do walk pomiędzy bojówkami lewicowymi a siłami faszystowsko-konserwatywnymi (wojna domowa w Austrii).
- 13 lutego – na Morzu Czukockim zatonął unieruchomiony i zmiażdżony przez lód radziecki parowiec SS „Czeluskin”. 110 osób na pokładzie zeszło na zamarznięte morze, skąd ewakuowano ich drogą lotniczą.
- 16 lutego:
  - Kanada: z powodu niewypłacalności Nowej Fundlandii została zawieszona lokalna administracja.
  - zakończyła się pięciodniowa austriacka wojna domowa. Wojska austrofaszystowskiego rządu pokonały Republikanischer Schutzbund, działający z ramienia Socjaldemokratycznej Partii Austrii.
- 21 lutego – Augusto Sandino, lider nikaraguańskich rebeliantów walczących z wojskami amerykańskimi, został zamordowany przez oddziały rządowe.
- 22 lutego – w Nowym Jorku miała miejsce premiera filmu reżyserowanego przez Franka Caprę pod tytułem Ich noce (ang. It Happened One Night). W filmie wystąpili Clark Gable i Claudette Colbert. Był to pierwszy z trzech filmów, który zgarnął tzw. Wielki szlem(inne języki), czyli pięć Oscarów.
- 23 lutego:
  - Leopold III został królem Belgów po tym, jak jego ojciec Albert I zginął w czasie wspinaczki górskiej.
  - dokonano oblotu amerykańskiego samolotu pasażerskiego Lockheed L-10 Electra.
- 1 marca – Puyi został marionetkowym cesarzem chińskiej prowincji Mandżurii, podbitej przez Japonię.
- 3 marca:
  - używając drewnianego pistoletu John Dillinger uciekł z więzienia.
  - Erich Franke wynalazł łożysko toczne i złożył aplikację patentową.
- 8 marca – ze względu na swe małżeństwo książę Sigvard Bernadotte został pozbawiony praw do tronu Szwecji.
- 12 marca:
  - Konstantin Päts i Johan Laidoner dokonali przewrotu wojskowego i zdelegalizowali partie polityczne w Estonii.
  - torpedowiec „Tomozuru” zatonął podczas manewrów japońskiej floty; zginęło 100 spośród 113 marynarzy na pokładzie.
- 13 marca – gang Johna Dillingera i Baby Face Nelsona obrabował bank w Mason City w stanie Iowa.
- 16 marca – odbyła się 6. ceremonia wręczenia Oscarów.
- 17 marca:
  - prezydent Kārlis Ulmanis przejął w wyniku zamachu stanu dyktatorską władzę na Łotwie.
  - podpisanie Protokołów Rzymskich.
- 20 marca:
  - po przejęciu kierownictwa tajnej policji politycznej Gestapo od Göringa, wszystkie siły policyjne w Niemczech znalazły się pod dowództwem Heinricha Himmlera.
  - wielki pożar w japońskim mieście portowym Hakodate pozbawił życia 2166 osób.
- 24 marca:
  - Kongres Stanów Zjednoczonych uchwalił ustawę przewidującą uzyskanie niepodległości przez Filipiny w 1945.
  - terytorium Filipin uzyskało status „wspólnoty narodów” (ang. Commonwealth of the Philippines), co pozwoliło na większą samodzielność od Stanów Zjednoczonych.
- 1 kwietnia:
  - kanonizowano Jana Bosko.
  - Bonnie Parker i Clyde Barrow zabili dwóch policjantów drogowych w pobliżu miasta Grapevine w stanie Teksas.
- 4 kwietnia – ZSRR przedłużył pakt o nieagresji z krajami bałtyckimi.
- 12 kwietnia:
  - ukazała się powieść amerykańskiego pisarza Francisa Scotta Fitzgeralda Czuła jest noc (ang. Tender Is the Night).
  - na Górze Waszyngtona w amerykańskim stanie New Hampshire zmierzono największą prędkość wiatru (w porywie) – 103 m/s (370,8 km/h).
- 13 kwietnia – około 150 osób zginęło w wyniku zawalenia się będącego w trakcie budowy mostu kolejowego przez Wołgę w rosyjskim Saratowie.
- 14 kwietnia – Czarna Niedziela: 20 burz pyłowych przeszło nad terytorium USA i Kanady.
- 16 kwietnia – ustanowiono tytuł Bohatera Związku Radzieckiego.
- 17 kwietnia – dokonano oblotu brytyjskiego samolotu pasażerskiego de Havilland Dragon Rapide.
- 19 kwietnia – chirurg R.K. Wilson rzekomo sfotografował Nessie.
- 20 kwietnia – siedmiu radzieckich lotników, którzy uratowali załogę radzieckiego parowca SS „Czeluskin” zmiażdżonego przez lody w Arktyce, otrzymało po raz pierwszy tytuły Bohatera Związku Radzieckiego.
- 22 kwietnia – w północnym Wisconsin Johnowi Dillingerowi i dwóm innym bandytom, po wymianie ognia z agentami FBI, udało się uniknąć zasadzki.
- 27 kwietnia – dokonano oblotu niemieckiego samolotu szkolno-akrobacyjnego Bücker Bü 131.
- 28 kwietnia – Puchar Anglii w piłce nożnej: na stadionie Wembley w Londynie, Manchester City pokonał Portsmouth 2:1.
- Maj – rozpoczęły się rozmowy radziecko-francuskie w sprawie zawarcia paktu wschodniego.
- 1 maja:
  - rządzący austrofaszyści kanclerza Engelberta Dollfußa uchwalili autorytarną konstytucję.
  - we włoskiej stoczni położono stępkę pod budowę transatlantyku MS „Batory”.
  - w Holandii powstała faszystowska ochotnicza organizacja młodzieżowa Nationale Jeugdstorm.
- 3 maja – wszedł do służby największy wówczas na świecie francuski okręt podwodny „Surcouf”.
- 5 maja – podpisanie protokołu przedłużającego polsko-radziecki pakt o nieagresji.
- 7 maja:
  - na rosyjskim dalekim wschodzie utworzono Żydowski Obwód Autonomiczny.
  - na filipińskiej wyspie Palawan znaleziono w gigantycznej małży perłę (ang. Pearl of Lao Tzu) o wymiarach 24 × 14 cm.
- 9 maja – dokonano oblotu brytyjskiego samolotu łącznikowego de Havilland Hornet Moth.
- 11 maja – potężna 2-dniowa burza pyłowa usunęła dużą część uprawnej warstwy gruntu Wielkiej Równiny w USA i Kanadzie.
- 15 maja:
  - na Łotwie doszło do zamachu stanu pod kierownictwem Kārlisa Ulmanisa.
  - Departament Sprawiedliwości Stanów Zjednoczonych wyznaczył nagrodę w wysokości 25 tys. dolarów za schwytanie Johna Dillingera.
- 19 maja – w wyniku wojskowego zamachu stanu w Bułgarii dotychczasowy premier Nikoła Muszanow został odsunięty od władzy, zaś nowym szefem rządu został Kimon Georgiew Stojanow, który sprawował władzę autorytarną – m.in. unieważnił konstytucję, rozwiązał parlament, zdelegalizował wszystkie partie polityczne i związki zawodowe.
- 20 maja – zakończyła się wojna saudyjsko-jemeńska.
- 23 maja – w stanie Luizjana, zespół policyjny kierowany przez Teksańczyka Franka Hamera(inne języki) dokonał zasadzki na bandytów rabujących banki Bonnie Parker i Clydea Barrow – oboje przestępcy zostali zabici.
- 24 maja:
  - Tomáš Masaryk został ponownie wybrany prezydentem Czechosłowacji.
  - w mieście Toledo w stanie Ohio w czasie strajku robotników zrzeszonych w związkach zawodowych (AFL) doszło do starć z Gwardią Narodową, dwóch robotników zostało zabitych, a 200 osób rannych.
- 27 maja – we Włoszech rozpoczęły się II Mistrzostwa Świata w Piłce Nożnej.
- 28 maja:
  - w Kanadzie w prowincji Ontario urodziły się pięcioraczki, był to pierwszy przypadek, że wszystkie dzieci przeżyły okres niemowlęcy.
  - rozpoczął się pierwszy Festiwal operowy w Glyndebourne w Anglii.
- 29–31 maja – w Barmen (dzisiaj część miasta Wuppertal), w Niemczech odbył się zjazd duchowieństwa i świeckich Kościoła Ewangelickiego w Niemczech, na którym powstał dokument „Deklaracja z Barmen”.
- 4 czerwca – w amerykańskiej bazie okrętów wojennych Norfolk w Wirginii oddano do użytku USS Ranger – pierwszy lotniskowiec przeznaczony dla samolotów wojskowych.
- 6 czerwca – Nowy Ład Gospodarczy: prezydent USA Franklin D. Roosevelt podpisał akt prawny (ang. Securities Exchange Act), powołujący komisję papierów wartościowych i giełd (ang. United States Securities and Exchange Commission).
- 7 czerwca – w rozegranym w Neapolu meczu o 3. miejsce II Mistrzostw Świata w Piłce Nożnej reprezentacja III Rzeszy pokonała 3:2 reprezentację Austrii.
- 8 czerwca:
  - w ZSRR wprowadzono w życie ustawy o zdradzie ojczyzny.
  - premiera amerykańskiego filmu historycznego Szpieg nr 13 w reżyserii Ryszarda Bolesławskiego.
- 9 czerwca – Walt Disney zakończył pracę nad pierwszym filmem o Kaczorze Donaldzie.
- 10 czerwca – w rozegranym w Rzymie finale II Mistrzostw Świata w Piłce Nożnej Włochy pokonały po dogrywce Czechosłowację 2:1.
- 12 czerwca – w Bułgarii partie polityczne zostały zdelegalizowane.
- 14 czerwca:
  - gabinet Kimona Georgiewa wydał rozporządzenie o delegalizacji wszystkich partii i ugrupowań politycznych w Bułgarii.
  - w rywalizacji o tytuł mistrza świata wagi ciężkiej w boksie zawodowym Amerykanin Max Baer (Maximilian Adelbert „Madcap Maxie” Baer) pokonał włoskiego boksera Primo Carnerę.
- 14–15 czerwca – Adolf Hitler złożył pierwszą wizytę we Włoszech, spotykając się w Wenecji z Benito Mussolinim.
- 15 czerwca – na pograniczu stanów Karolina Północna i Tennessee utworzono Park Narodowy Great Smoky Mountains.
- 17 czerwca – były kanclerz Niemiec Franz von Papen wygłosił na Uniwersytecie w Marburgu antynazistowskie przemówienie napisane przez Edgara Juliusa Junga.
- 18 czerwca – w Stanach Zjednoczonych wprowadzono akt prawny (ang. Indian Reorganization Act) gwarantujący pewne prawa ludności rdzennej.
- 22 czerwca – Ferdinand Porsche podpisał umowę na wykonanie trzech pierwszych prototypów volkswagena.
- 27 czerwca:
  - założono Uniwersytet Thammasat w Bangkoku.
  - emir Jemenu i król Arabii Saudyjskiej zakończyli prace nad traktatem pokojowym.
- 30 czerwca:
  - na polecenie Hitlera wymordowano jego przeciwników politycznych w NSDAP (noc długich noży).
  - obóz koncentracyjny w Oranienburgu pod zarządem SA stał się obozem ogólnoniemieckim i został przejęty pod zarząd SS.
  - w Milwaukee, Amerykanin Bill Bonthron(inne języki) ustanowił rekord świata w biegu na 1500 m wynikiem 3:48,8 s.
- 1 lipca:
  - zaczął obowiązywać kodeks cenzorski, zajmujący się dopuszczalnością scen przedstawianych w filmach produkowanych i dystrybuowanych w Stanach Zjednoczonych.
  - na przedmieściach Chicago w Brookfield został otwarty ogród zoologiczny – Brookfield Zoo.
- 3 lipca – powołano Bank of Canada.
- 6 lipca – Heinrich Himmler objął kierownictwo obozów koncentracyjnych w Niemczech i wprowadził tam strażników SS.
- 10 lipca – niemiecki socjaldemokrata, dziennikarz i pisarz Erich Mühsam został zamordowany w obozie koncentracyjnym w Oranienburgu.
- 12 lipca – awanturnik Boris Skosyriew ogłosił się w Urgel Borisem I, niepodległym księciem Andory, równocześnie ogłaszając wojnę przeciwko biskupowi z Urgel.
- 17 lipca – Sąd Najwyższy Dakoty Północnej ogłosił Ole H. Olsona prawowitym gubernatorem stanu i oświadczył, że dotychczasowy gubernator William Langer musi zrezygnować ze stanowiska. Langer ogłosił niezależność Dakoty Północnej. Później, po rozmowach z sędziami Sądu Najwyższego, wycofał deklarację niezależności.
- 22 lipca – w Chicago, wróg publiczny numer jeden – John Dillinger, został śmiertelnie postrzelony przez agentów FBI.
- 25 lipca – austriaccy naziści podjęli pierwszą próbę przejęcia władzy i przyłączenia Austrii do Niemiec (zamordowali kanclerza Austrii Engelberta Dollfußa).
- 26 lipca – w Sztokholmie, Amerykanin Glenn Hardin ustanowił rekord świata w biegu na 400 m ppł. wynikiem 50,6 s.
- 29 lipca – przejęcie władzy w Austrii przez Kurta von Schuschnigga.
- Sierpień – IV Światowe Igrzyska Kobiet w Londynie. Zwycięstwo odniosły m.in. Polki: Stanisława Walasiewicz w biegu na 60 m – 7,6 s i Jadwiga Wajsówna ustanawiając rekord świata w rzucie dyskiem wynikiem 43,795 m.
- 2 sierpnia – zmarł prezydent Niemiec Paul von Hindenburg. Hitler przejął urząd prezydenta Rzeszy Niemieckiej, uzyskał pełnię władzy, stając się faktycznie dyktatorem.
- 4 sierpnia – nawiązanie stosunków dyplomatycznych między ZSRR i Bułgarią.
- 8 sierpnia – Wehrmacht składa przysięgę lojalności Hitlerowi.
- 11 sierpnia:
  - w Londynie, Niemka Ruth Engelhard(inne języki) ustanowiła rekord świata w biegu płotkarskim na 80 m wynikiem 11,6 s.
  - osadzono pierwszych skazanych w więzieniu federalnym o zaostrzonym rygorze na wyspie Alcatraz.
- 19 sierpnia – w referendum, 90% obywateli niemieckich uznaje objęcie przez Adolfa Hitlera stanowiska prezydenta, jako wodza i kanclerza Rzeszy (niem. Führer und Reichskanzler).
- 26 sierpnia – w Amsterdamie, Holender Chris Berger wyrównał rekord świata w biegu na 100 m wynikiem 10,3 s.
- 8 września – u wybrzeży stanu New Jersey doszło do pożaru na luksusowym statku pasażerskim SS Morro Castle(inne języki), 134 osoby straciły życie.
- 12 września – utworzono Ententę Bałtycką, międzypaństwowy sojusz Litwy, Łotwy i Estonii.
- 18 września – ZSRR wstąpił do Ligi Narodów.
- 19 września – został aresztowany Bruno Hautpmann, porywacz i morderca syna Charlesa Lindbergha.
- 21 września – cyklon tropikalny, który nawiedził japońską wyspę Honsiu, pozbawił życia 3036 osób i zniszczył świątynie, szkoły i inne budynki w mieście Osaka.
- 22 września – eksplozja gazu w kopalni w pobliżu miasta Wrexham zabiła 266 górników, była to jedna z największych katastrof w historii górnictwa w Walii.
- 26 września – zwodowano brytyjski transatlantyk RMS Queen Mary.
- 28 września – Afganistan i Ekwador wstąpiły do Ligi Narodów.
- 29 września – Stanley Matthews zadebiutował w reprezentacji Anglii. Zapoczątkowało to rekordową 23-letnią karierę występów w reprezentacji.
- 2 października – tornado, które przeszło przez miasta Osaka i Kioto, pozbawiło życia 1660 osób i zniszczyło zbiory ryżu.
- 5 października:
  - w regionie Asturii w Hiszpanii doszło do strajku i powstania zbrojnego górników.
  - premiera filmu Kleopatra.
- 6 października – w Katalonii separatyści rozpoczęli rebelię przeciw rządowi hiszpańskiemu.
- 9 października – w Marsylii zamordowano w zamachu króla Jugosławii Aleksandra I oraz Louisa Barthou, francuskiego ministra spraw zagranicznych, zwolennika twardej polityki wobec Niemiec.
- 14 października – tego dnia wyemitowano pierwszy odcinek amerykańskiej antologii radiowej Lux Radio Theatre.
- 16 października – rozpoczął się Długi Marsz. Trwał około roku i był przegrupowaniem dowodzonej przez Mao Zedonga 100-tysięcznej Chińskiej Robotniczo-Chłopskiej Armii Czerwonej z terenów zagrożonych przez przeważające siły Kuomintangu.
- 19 października – została stłumiona komunistyczna rewolucja w hiszpańskiej Asturii.
- 4 listopada – dokonano oblotu bombowca Junkers Ju 86.
- 8 listopada – Pierre-Étienne Flandin został premierem Francji.
- 13 listopada – rząd włoski zarządził obowiązek noszenia mundurów wojskowych lub mundurów partii faszystowskiej przez nauczycieli w szkołach.
- 14 listopada – w Londynie odbył się towarzyski mecz piłkarski pomiędzy reprezentacjami Anglii i Włoch (3:2), z powodu brutalnej gry nazwany „bitwą o Highbury”.
- 18 listopada – amerykański lotnik Richard Byrd odkrył wulkan Mount Sidley na Antarktydzie.
- 21 listopada:
  - w Nowym Jorku odbyła się premiera musicalu autorstwa Cole’a Portera Anything Goes.
  - 17-letnia Ella Fitzgerald po raz pierwszy wystąpiła na scenie.
- 26 listopada – uruchomiono pierwsze tramwaje w Nowosybirsku.
- 1 grudnia:
  - w wyniku zamachu zginął radziecki działacz komunistyczny Siergiej Kirow, wydarzenie to stało się pretekstem do wielkich czystek stalinowskich.
  - stanowisko prezydenta Meksyku objął Lázaro Cárdenas del Río.
- 4 grudnia – w Japonii utworzono 5 parków narodowych.
- 5 grudnia:
  - kobiety w Turcji otrzymały czynne i bierne prawa wyborcze.
  - w oazie Ueluel w Etiopii doszło do starcia armii cesarskiej z Włochami, była to przyczyna włoskiej inwazji na Abisynię pół roku później.
- 9 grudnia – w Amsterdamie otwarto De Meer Stadion.
- 19 grudnia – we włoskiej stoczni zwodowano transatlantyk MS „Piłsudski”.
- 20 grudnia – utworzono Mordwińską Autonomiczną Socjalistyczną Republikę Radziecką.
- 24 grudnia – w Davos (Szwajcaria) uruchomiono pierwszy wyciąg narciarski na świecie.
- 26 grudnia – samolot linii American Airlines rozbił się w górach Adirondack.
- 27 grudnia – Persja zmieniła nazwę na Iran.
- 29 grudnia – Japonia zerwała traktat waszyngtoński z 1922 r. jak i traktat londyński z 1930 roku.
- Zostało odkryte zjawisko sonoluminescencji.
- W Cuenca (Hiszpania) ukazało się pierwsze wydanie Drogi, światowego bestselleru św. Josemarii Escrivy de Balaguer.
- W Rosji OGPU zostało wcielone do NKWD i na czele tej instytucji staje Gienrich Jagoda.
- Abidżan został stolicą francuskiej kolonii Wybrzeża Kości Słoniowej (franc. Côte d’Ivoire).
- Korpus Piechoty Morskiej Stanów Zjednoczonych opuścił Haiti.

## Urodzili się
- 1 stycznia:
  - Hans Huber, niemiecki bokser (zm. 2024)
  - Al-Achdar al-Ibrahimi (arab. الأخضر الإبراهيمى), algierski polityk
  - Raúl Eduardo Vela Chiriboga, ekwadorski duchowny katolicki, arcybiskup Quito, kardynał (zm. 2020)
  - Jan Zaciura, polski związkowiec, polityk, poseł na Sejm RP (zm. 2009)
- 2 stycznia:
  - Maria Lisiewska, polska mykolog
  - Leopold René Nowak, polski reżyser i aktor
  - Rafał Orlewski, polski poeta, prozaik, nauczyciel (zm. 2020)
  - Daniela Żuk, polska inżynier
- 3 stycznia:
  - Bronisław Baraniecki, polski operator filmowy
  - Carla Hills, amerykańska polityk
  - Alfred Konieczny, polski historyk (zm. 2023)
- 4 stycznia:
  - Zurab Cereteli, rosyjski rzeźbiarz, malarz i architekt (zm. 2025)
  - Hellmuth Karasek, niemiecki dziennikarz, pisarz i krytyk literacki (zm. 2015)
  - Rudolf Schuster, polityk słowacki
- 6 stycznia – Sylvia Syms, brytyjska aktorka (zm. 2023)
- 7 stycznia:
  - Halina Beyer-Gruszczyńska, polska koszykarka (zm. 2014)
  - Wanda Chwiałkowska, polska aktorka
  - Charlie Jenkins, amerykański lekkoatleta
  - Jamila Massey, brytyjska aktorka
- 8 stycznia:
  - Jan Kirsznik, polski saksofonista rock and rollowy, członek zespołu Rhythm and Blues (zm. 2018)
  - Zdzisław Krysiński, polski lekarz stomatolog, nauczyciel akademicki (zm. 2017)
  - Romuald Olaczek, polski przyrodnik
  - Maria Podlasiecka, nauczyciel-instruktor zespołów tanecznych
  - Alexandra Ripley, amerykańska pisarka (zm. 2004)
- 9 stycznia:
  - Krzysztof Edward Haman, polski geofizyk
  - Barbara Połomska, polska aktorka (zm. 2021)
- 10 stycznia – Łeonid Krawczuk (ukr. Леонід Макарович Кравчук), ukraiński polityk, prezydent Ukrainy (zm. 2022)
- 11 stycznia:
  - Jean Chrétien, polityk kanadyjski, premier Kanady
  - C.A.R. Hoare, brytyjski informatyk
  - Michał Oliwiecki, polski działacz państwowy i społecznik, prezydent Elbląga (zm. 2023)
  - Mitch Ryan, amerykański aktor (zm. 2022)
- 12 stycznia:
  - Edmond Carmody, amerykański duchowny katolicki
  - Bożena Janicka, polska dziennikarka, krytyk filmowy i felietonistka
  - Józef Poteraj, polski pisarz (zm. 2017)
- 13 stycznia:
  - Pat Danner, amerykańska polityk
  - Denise Guénard, francuska, wszechstronna lekkoatletka (zm. 2017)
- 14 stycznia:
  - Richard Briers, brytyjski aktor (zm. 2013)
  - Pierre Darmon, francuski tenisista
  - Aloísio Hilário de Pinho, brazylijski duchowny katolicki, biskup Jataí (zm. 2021)
  - Marek Hłasko, polski pisarz, scenarzysta filmowy (zm. 1969)
  - Dana Němcová, czeska psycholog, polityk (zm. 2023)
  - Danuta Zagrodzka, polska dziennikarka, publicystka (zm. 2007)
- 15 stycznia:
  - Mário de Araújo Cabral, portugalski kierowca wyścigowy (zm. 2020)
  - Alicja Kusińska, polska ekonomistka (zm. 2017)
  - Rudolf Šrámek, czeski językoznawca
- 16 stycznia:
  - József Gyuricza, węgierski szermierz (zm. 2020)
  - Marilyn Horne, amerykańska śpiewaczka operowa
- 17 stycznia:
  - Alexander Brunett, amerykański duchowny katolicki (zm. 2020)
  - Lidia Korsakówna, polska aktorka (zm. 2013)
  - Jan Kulpa, polski duchowny katolicki (zm. 2021)
  - Efrajim Szalom, izraelski polityk (zm. 2017)
  - Jerzy Turek, polski aktor (zm. 2010)
- 18 stycznia – Mudar Badran, jordański wojskowy i polityk (zm. 2023)
- 19 stycznia:
  - Ene-Lille Kitsing, estońska koszykarka (zm. 2013)
  - Teresa Krogulec, polska siatkarka (zm. 2024)
  - John Richardson, brytyjski aktor (zm. 2021)
  - Józef Sasin, polski generał brygady (zm. 2021)
- 20 stycznia:
  - Tom Baker, brytyjski aktor
  - Giorgio Bassi, włoski kierowca wyścigowy
  - Eugeniusz Mioduszewski, polski działacz partyjny i państwowy
  - Michał Sachanbiński, polski geolog, wykładowca akademicki
- 22 stycznia – Marek Petrusewicz, polski pływak (zm. 1992)
- 23 stycznia:
  - Gerhard Pieschl, niemiecki duchowny katolicki
  - Antoni Rogoza, polski piłkarz (zm. 2017)
- 24 stycznia:
  - Alicja Bieńkowska, polska polityk, poseł na Sejm RP
  - Leonard Goldberg, amerykański producent filmowy (zm. 2019)
  - Stanisław Grochowiak, polski poeta, dramatopisarz i publicysta (zm. 1976)
  - Burdette Haldorson, amerykański koszykarz (zm. 2023)
  - Henryk Kempny, polski piłkarz (zm. 2016)
  - Stanisław Penczek, polski chemik
  - Sławomir Piskorz, polski geograf
- 25 stycznia:
  - Krzysztof Pomian, polski filozof, historyk i eseista
  - Janusz Witt, polska filolog i germanista
- 26 stycznia:
  - Gieorgij Mondzolewski, radziecki siatkarz (zm. 2024)
  - John Salisbury, brytyjski lekkoatleta
- 27 stycznia:
  - José Ignacio Alemany Grau, hiszpański duchowny katolicki, biskup Chachapoyas
  - Antonina Chmielarczyk, polska spadochroniarka (zm. 2024)
  - Édith Cresson, francuska polityk
  - George Follmer, amerykański kierowca wyścigowy
  - Antoni Zambrowski, polski dziennikarz (zm. 2019)
  - Federico Mayor Zaragoza, hiszpański farmaceuta, nauczyciel akademicki i polityk (zm. 2024)
- 28 stycznia:
  - Enzo Dieci, włoski duchowny katolicki
  - Bill White, amerykański baseballista
- 29 stycznia – Jerzy Świątek, polski koszykarz i trener koszykówki
- 30 stycznia – Giovanni Battista Re, włoski duchowny katolicki, kardynał
- 31 stycznia:
  - Ernesto Brambilla, włoski kierowca Formuły 1 (zm. 2020)
  - Eva Mozes Kor, więźniarka obozu Auschwitz, osoba ocalała z Holocaustu i amerykańska pisarka (zm. 2019)
  - Joanna Rawik, polska piosenkarka, aktorka i dziennikarka
- 1 lutego:
  - Nicolae Breban, rumuński pisarz
  - Janusz Koniusz, polski poeta (zm. 2017)
- 2 lutego:
  - Jadwiga Abisiak, polska siatkarka, brązowa medalistka na Igrzyskach Olimpijskich w Tokio (zm. 2004)
  - Otar Ioseliani, gruziński reżyser (zm. 2023)
  - Krystian Niełacny, polski lekarz
- 3 lutego:
  - Joseph Duffy, irlandzki duchowny katolicki, biskup Clogher
  - Dorota Horzonek-Jokiel, polska gimnastyczka (zm. 1992)
  - Bohdan Królikowski, polski pisarz
  - Johannes Kühn, niemiecki pisarz i poeta (zm. 2023)
- 4 lutego – Felipe Aguirre Franco, meksykański duchowny katolicki, arcybiskup Acapulco
- 5 lutego:
  - Hank Aaron, amerykański baseballista (zm. 2021)
  - Jerzy Piekarzewski, polski działacz sportowy i społeczny (zm. 2024)
  - Ignaz Puschnik, austriacki piłkarz (zm. 2020)
- 6 lutego:
  - Barry Magee, nowozelandzki lekkoatleta, długodystansowiec
  - Ben Visser, holenderski samorządowiec, polityk, eurodeputowany
- 7 lutego:
  - Edward Fenech Adami, maltański polityk
  - Galina Bystrowa, radziecka lekkoatletka, wieloboistka (zm. 1999)
  - Rory O’Hanlon, irlandzki polityk i lekarz
- 9 lutego:
  - Anna Opacka, polska literaturoznawczyni (zm. 2017)
  - Jean Stein, amerykańska pisarka (zm. 2017)
  - John Ziegler, amerykański działacz sportowy (zm. 2018)
  - Antoni Żurawski, polski działacz związkowy, senator RP (zm. 1993)
- 10 lutego:
  - Fleur Adcock, angielska poetka pochodzenia nowozelandzkiego (zm. 2024)
  - Tatjana Łołowa, bułgarska aktorka (zm. 2021)
- 11 lutego:
  - Maryse Condé, gwadelupska pisarka (zm. 2024)
  - Tina Louise, amerykańska aktorka
  - Manuel Noriega, panamski generał, polityk, prezydent Panamy, przestępca (zm. 2017)
  - John Surtees, brytyjski kierowca wyścigowy (zm. 2017)
- 12 lutego:
  - Annette Crosbie, szkocka aktorka
  - Enrique Metinides, meksykański fotoreporter (zm. 2022)
  - Bill Russell, amerykański koszykarz, trener (zm. 2022)
  - Cezary Wolf, polski inżynier, polityk, poseł na Sejm PRL (zm. 2007)
- 13 lutego:
  - Bogusław Kaczyński, polski dyplomata (zm. 2023)
  - George Segal, amerykański aktor (zm. 2021)
- 14 lutego:
  - James Cayne, amerykański biznesmen i brydżysta (zm. 2021)
  - Florence Henderson, amerykański aktorka i piosenkarka (zm. 2016)
- 15 lutego:
  - Czesław Czyżkowski, polski brydżysta
  - Krystyna Ejsmont, polska polityk (zm. 2024)
  - Paul Ekman, amerykański psycholog
  - Niklaus Wirth, szwajcarski informatyk (zm. 2024)
- 16 lutego – Antoni Kost, polski lekarz, działacz mniejszości niemieckiej, polityk, poseł na Sejm RP
- 17 lutego:
  - Alan Bates, brytyjski aktor filmowy i teatralny (zm. 2003)
  - Aleksandra Cichoń, polska geolog (zm. 2007)
  - John Dominic Crossan, profesor studiów biblijnych na DePaul University w Chicago
  - Barry Humphries, australijski aktor, komik i pisarz (zm. 2023)
- 18 lutego:
  - Aldo Ceccato, włoski dyrygent
  - Anna Maria Ferrero, włoska aktorka (zm. 2018)
  - Audre Lorde, amerykańska pisarka, feministka (zm. 1992)
  - Paco Rabanne, francuski projektant mody (zm. 2023)
  - Marek Tomasz Zahajkiewicz, polski duchowny katolicki (zm. 2015)
- 19 lutego:
  - Romuald Jankowski, polski polityk, senator RP (zm. 1994)
  - Raymundo Joseph Peña, amerykański duchowny katolicki, biskup Brownsville (zm. 2021)
  - Herbert Rosendorfer, austriacki pisarz i prawnik (zm. 2012)
- 20 lutego – Bobby Unser, amerykański kierowca wyścigowy (zm. 2021)
- 23 lutego:
  - Keijo Korhonen, fiński polityk (zm. 2022)
  - Jewgienij Kryłatow (ros. Евге́ний Па́влович Крыла́тов), rosyjski kompozytor (zm. 2019)
  - Elżbieta Pawlas, polska florecistka, trenerka
  - Jacques Séguéla, francuski specjalista z zakresu marketingu politycznego
- 24 lutego:
  - Frank Braña, hiszpański aktor (zm. 2012)
  - Bernard Chiarelli, francuski piłkarz (zm. 2024)
  - Bettino Craxi, włoski polityk, publicysta, premier Włoch (zm. 2000)
  - Klaus Darga, niemiecki szachista
  - Jerzy Gościk, polski operator filmowy (zm. 2003)
  - Bingu wa Mutharika, malawijski ekonomista, polityk, prezydent Malawi (zm. 2012)
  - Flemming Nielsen, duński piłkarz (zm. 2018)
  - George Ryan, amerykański polityk (zm. 2025)
  - Renata Scotto, włoska reżyserka i śpiewaczka operowa (sopran) (zm. 2023)
- 25 lutego:
  - Leszek Bogdanowicz, polski kompozytor i gitarzysta (zm. 1984)
  - Thomas J. Fogarty, amerykański chirurg
  - David Jeremiah, amerykański admirał (zm. 2013)
  - Elżbieta Wiśniewska, polska malarka
- 26 lutego:
  - Muhammad al-Achdar-Hamina, algierski reżyser i scenarzysta (zm. 2025)
  - Inger Berggren, szwedzka wokalistka (zm. 2019)
  - Józef Chełmowski, polski rzeźbiarz i malarz (zm. 2013)
  - Manfred Poerschke, niemiecki lekkoatleta, sprinter
- 27 lutego:
  - Ignatius Wang, amerykański duchowny katolicki chińskiego pochodzenia
  - N. Scott Momaday, amerykański pisarz (zm. 2024)
  - Ralph Nader, amerykański polityk
  - Wacław Szklarski, polski aktor
- 28 lutego:
  - Maurice Godelier, francuski antropolog
  - Giorgio Gomelsky, brytyjski impresario, realizator i producent muzyczny (zm. 2016)
  - Guillermo Sepúlveda, meksykański piłkarz (zm. 2021)
- 1 marca:
  - Jacques Chessex, szwajcarski pisarz (zm. 2009)
  - Alina Kacperska-Lewak, polska botanik, profesor nauk przyrodniczych (zm. 2022)
  - Zbigniew Semadeni, polski matematyk
  - Leszek Ułasiewicz, polski łyżwiarz szybki i trener łyżwiarstwa (zm. 2024)
  - Achito Vivas, kolumbijski piłkarz
- 2 marca:
  - Włodzimierz Kłopocki, polski aktor (zm. 2011)
  - Bernard Rands, amerykański kompozytor
  - William Skylstad, amerykański duchowny katolicki
  - Alojz Tkáč, słowacki duchowny katolicki, arcybiskup (zm. 2023)
- 3 marca:
  - Peter Brooke, brytyjski polityk (zm. 2023)
  - Ryszard Dembiński, polski aktor (zm. 1986)
  - Jacek Kuroń, polski historyk, działacz opozycji antykomunistycznej, polityk, poseł na Sejm RP, minister pracy i polityki społecznej (zm. 2004)
  - Tadeusz Lewicki, polski pilot szybowcowy i samolotowy
  - Andrzej May, polski aktor, reżyser teatralny (zm. 1993)
  - Gia Scala, brytyjska aktorka (zm. 1972)
- 4 marca:
  - Kazimierz Fabrykowski, polski lekkoatleta
  - Gleb Jakunin (ros. Глеб Павлович Якунин), rosyjski duchowny prawosławny (zm. 2014)
  - Barbara McNair, amerykańska piosenkarka jazz i pop oraz aktorka (zm. 2007)
- 5 marca:
  - Daniel Kahneman (heb. דניאל כהנמן), izraelski psycholog, laureat Nagrody Nobla (zm. 2024)
  - Jean-Baptiste Phạm Minh Mẫn, wietnamski duchowny katolicki, arcybiskup Ho Chi Minh
  - James Sikking, amerykański aktor (zm. 2024)
  - Janusz Sławiński, polski teoretyk i historyk literatury (zm. 2014)
- 7 marca:
  - Douglas Cardinal, kanadyjski architekt
  - Przemysław Ereński, polski szachista (zm. 2024)
- 8 marca:
  - Francisco Rodríguez García, hiszpański piłkarz, trener (zm. 2022)
  - Ja’akow Szabtaj, izraelski prozaik, dramatopisarz i tłumacz (zm. 1981)
  - Martí Vergés, hiszpański piłkarz (zm. 2021)
  - Christian Wolff, amerykański kompozytor, filolog i pedagog
- 9 marca:
  - Jurij Gagarin (ros. Юрий Алексеевич Гагарин), pierwszy kosmonauta w przestrzeni kosmicznej (zm. 1968)
  - Bogdan Czyżewski, polski piosenkarz
  - Jim Landis, amerykański baseballista (zm. 2017)
  - Joyce Van Patten, amerykańska aktorka
  - Irena Pawełczyk, polska saneczkarka
  - Tadeusz Wilkosz, polski reżyser filmów animowanych, scenarzysta i scenograf
- 10 marca:
  - Fu Cong (chin. upr. 傅聪), chiński pianista (zm. 2020)
  - Ewaryst Jaśkowski, polski nauczyciel, urzędnik i działacz społeczny
  - Gergely Kulcsár, węgierski lekkoatleta (zm. 2020)
- 11 marca – Ingrid Lotz, niemiecka lekkoatletka
- 12 marca:
  - Francisco J. Ayala, amerykański genetyk, ewolucjonista, filozof pochodzenia hiszpańskiego (zm. 2023)
  - Henryk Bista, polski aktor (zm. 1997)
  - Jacek Korcelli, polski operator filmowy (zm. 2020)
  - György Moldova, węgierski pisarz (zm. 2022)
  - Jerzy Ochmann, polski uczony
  - Richard Pratt, australijski przedsiębiorca (zm. 2009)
- 14 marca:
  - Eugene Cernan, amerykański astronauta (zm. 2017)
  - Dionigi Tettamanzi, włoski kardynał (zm. 2017)
- 16 marca:
  - Barbara Bargiełowska, polska aktorka (zm. 2019)
  - Ray Hnatyshyn, kanadyjski polityk ukraińskiego pochodzenia (zm. 2002)
  - Roger Norrington, brytyjski dyrygent (zm. 2025)
- 17 marca – Bernhard Waldenfels, niemiecki filozof
- 19 marca:
  - Jan Dąbrowski, polski archeolog (zm. 2023)
  - Alojzy Jarguz, polski sędzia i działacz piłkarski (zm. 2019)
- 20 marca:
  - Peter Berling, niemiecki producent filmowy, pisarz i aktor (zm. 2017)
  - Mario Conti, brytyjski duchowny rzymskokatolicki, arcybiskup (zm. 2022)
  - David Malouf, australijski pisarz
  - Józef Ślisz, polski rolnik, polityk, wicemarszałek Senatu RP (zm. 2001)
- 22 marca:
  - May Britt, szwedzka aktorka
  - Muhammad an-Nasir, tunezyjski polityk
  - Orrin Hatch, amerykański polityk, senator ze stanu Utah (zm. 2022)
  - Tonina Torrielli, włoska piosenkarka
- 23 marca – Alan Baddeley, brytyjski psycholog
- 24 marca – Zbigniew Bruna, polski dyrygent
- 25 marca – Gloria Steinem, amerykańska feministka
- 26 marca:
  - Alan Arkin, amerykański aktor (zm. 2023)
  - Néstor Hugo Navarro, argentyński duchowny katolicki, biskup Alto Valle del Río Negro
  - Wincenty Olszewski, polski pedagog, działacz związkowy, senator RP
  - Norman Reynolds, angielski scenograf (zm. 2023)
- 28 marca:
  - Gordon Adam, brytyjski polityk, eurodeputowany
  - Adrian Breacker, brytyjski lekkoatleta, sprinter (zm. 2023)
  - Krzesisława Dubielówna, polska aktorka, pedagog (zm. 2025)
  - Adam Zyzak, polski inżynier, taternik i alpinista
- 30 marca:
  - Hans Hollein, architekt austriacki (zm. 2014)
  - J.Y. Pillay, singapurski urzędnik państwowy i polityk
  - Rolf Rämgård, szwedzki biegacz narciarski, polityk
- 31 marca:
  - Lester Carney, amerykański lekkoatleta, sprinter
  - Richard Chamberlain, amerykański aktor telewizyjny i filmowy (zm. 2025)
  - Shirley Jones, amerykańska aktorka, laureatka Oscara
  - Carlo Rubbia, włoski fizyk, laureat Nagrody Nobla
  - Britt Strandberg, szwedzka biegaczka narciarska
  - Kamala Das Suraiya, indyjska poetka i pisarka (zm. 2009)
- 1 kwietnia:
  - Zygmunt Arndt, polski polityk, poseł na sejm PRL (zm. 2020)
  - Władimir Pozner (ros. Влади́мир Влади́мирович По́знер), rosyjski dziennikarz pochodzenia żydowskiego
  - Andrzej Radiuk, polski lekkoatleta
  - Anna Stylo-Ginter, polska graficzka
  - Wiltrud Wessel, niemiecka dziełaczka społeczna (zm. 2024)
- 2 kwietnia:
  - Paul Cohen, matematyk amerykański (zm. 2007)
  - Umberto Orsini, włoski aktor
  - Margarita Xhepa, albańska aktorka (zm. 2025)
- 3 kwietnia:
  - Ryszard Fijałkowski, polski dyplomata i działacz sportowy
  - György Gömöri, węgierski poeta
  - Jane Goodall, brytyjska badaczka w dziedzinie prymatologii, etologii i antropologii
- 5 kwietnia:
  - Roman Herzog, prezydent Niemiec (zm. 2017)
  - Bohdan Poręba, polski reżyser (zm. 2014)
- 6 kwietnia – Willie Toweel, południowoafrykański bokser (zm. 2017)
- 8 kwietnia – Viorica Moisuc, rumuńska historyk, polityk, eurodeputowana
- 9 kwietnia – Thomas Coughlan, nowozelandzki rugbysta (zm. 2017)
- 11 kwietnia:
  - Ewa Dilling-Ostrowska, polska neurolog, wykładowczyni akademicka (zm. 2012)
  - Stanisław Durlej, polski dziennikarz i pisarz
  - Karl-Josef Rauber, niemiecki duchowny katolicki, kardynał (zm. 2023)
- 12 kwietnia – Anselm Hollo, fiński poeta i tłumacz (zm. 2013)
- 13 kwietnia:
  - Donald McAlpine, australijski operator filmowy
  - Donald Reece, jamajski duchowny katolicki
  - René Strehler, szwajcarski kolarz torowy i szosowy
- 14 kwietnia:
  - Fredric Jameson, amerykański krytyk literacki, socjolog i teoretyk literatury (zm. 2024)
  - Mauno Luukkonen, fiński biathlonista
- 15 kwietnia:
  - Helena Gąsienica Daniel-Lewandowska, polska biegaczka narciarska (zm. 2013)
  - Andrzej Kopiczyński, polski aktor (zm. 2016)
  - Josef Somr, czeski aktor (zm. 2022)
- 16 kwietnia:
  - Vicar, chilijski grafik (zm. 2012)
  - Halina Snopkiewicz, polska powieściopisarka i tłumaczka (zm. 1980)
  - Beata Żbikowska, polska lekkoatletka, sprinterka
- 17 kwietnia – Iwannis Louis Awad, syryjski duchowny syryjskokatolicki, egzarcha apostolski Wenezueli (zm. 2020)
- 18 kwietnia – Jan Klusák, czeski kompozytor
- 19 kwietnia:
  - Eugeniusz Cybulski, polski urzędnik państwowy, prezydent Zamościa
  - Jan Kobuszewski, polski aktor, artysta kabaretowy (zm. 2019)
  - John Malecela, tanzański dyplomata, polityk, premier Tanzanii
  - Bruce Swedien, amerykański producent muzyczny, realizator dźwięku (zm. 2020)
- 22 kwietnia – Bronisław Pasierb, polski historyk, profesor nauk humanistycznych, nauczyciel akademicki
- 24 kwietnia:
  - Carlo Ghidelli, włoski duchowny katolicki
  - Shirley MacLaine, amerykańska aktorka filmowa
- 25 kwietnia:
  - Kevin Joseph Aje, nigeryjski duchowny katolicki, biskup Sokoto (zm. 2019)
  - Dmitrij Koczkin, rosyjski kombinator norweski
  - Peter McParland, północnoirlandzki piłkarz (zm. 2025)
  - José Diéguez Reboredo, hiszpański duchowny katolicki, biskup Tui-Vigo (zm. 2022)
- 26 kwietnia – Sławomir Łubiński, polski prozaik i scenarzysta filmowy (zm. 2023)
- 27 kwietnia – Teresa Ferenc, polska poetka (zm. 2022)
- 28 kwietnia:
  - Max Amling, niemiecki polityk (zm. 2017)
  - Jackie Brandt, amerykański baseballista
  - Lois Duncan, amerykańska pisarka i nowelistka (zm. 2016)
- 29 kwietnia:
  - Luis Aparicio, wenezuelski baseballista
  - Ludwik Erhardt, polski muzykolog i dziennikarz muzyczny (zm. 2022)
  - Erika Fisch, niemiecka lekkoatletka, sprinterka i skoczkini w dal (zm. 2021)
  - Pedro Pires, kabowerdyjski polityk
  - Otis Rush, amerykański muzyk bluesowy, wokalista i gitarzysta (zm. 2018)
  - Katarzyna Soborak, polska dokumentalistka
  - Wojciech Szczygielski, polski historyk
  - Jean Wendling, francuski piłkarz
- 30 kwietnia – Lidia Szczerbińska, polska gimnastyczka (zm. 2024)
- 1 maja – Cuauhtémoc Cárdenas Solórzano, meksykański polityk
- 2 maja – Krystyna Maria Skarżyńska, polska profesor nauk technicznych
- 3 maja:
  - Georges Moustaki, francuski piosenkarz (zm. 2013)
  - Krzysztof Pawłowski, polski architekt
  - Frankie Valli, amerykański piosenkarz
- 4 maja:
  - Patrick O’Donoghue, irlandzki duchowny katolicki, biskup Lancaster (zm. 2021)
  - Tatjana Samojłowa, rosyjska aktorka (zm. 2014)
- 5 maja:
  - Henri Konan Bédié, iworyjski polityk (zm. 2023)
  - Benicjusz Głębocki, polski geograf (zm. 2024)
  - Jan Horodnicki, polski lekarz, profesor nauk medycznych (zm. 2016)
  - Halina Matysik, polska nauczycielka (zm. 2025)
  - Włodzimierz Wiszniewski, polski aktor (zm. 2019)
- 6 maja:
  - Fernand Franck, luksemburski duchowny katolicki, arcybiskup Luksemburga
  - Richard Shelby, amerykański polityk, senator ze stanu Alabama
- 8 maja:
  - Maurice Norman, angielski piłkarz (zm. 2022)
  - Stanisław Wiśniewski, polski polityk, poseł na Sejm RP (zm. 2001)
- 9 maja:
  - Alan Bennett, brytyjski aktor, dramaturg
  - Lee Hong-koo, południowokoreański politolog, dyplomata, polityk, premier Korei Południowej
- 11 maja:
  - Thomas Buergenthal, amerykański prawnik (zm. 2023)
  - Andre Gregory, amerykański aktor, reżyser teatralny i filmowy, pisarz producent, scenarzysta i aktor
  - Jim Jeffords, amerykański polityk, senator ze stanu Vermont (zm. 2014)
  - Jerzy Lesław Ordan, polski poeta i prozaik
  - Ryszard Ostałowski, polski aktor (zm. 1998)
  - Zbigniew Szałajda, polski inżynier hutnik i polityk (zm. 2024)
- 12 maja:
  - Elechi Amadi, nigeryjski powieściopisarz i dramaturg (zm. 2016)
  - Anna Lisiewicz-Grundland, polska malarka i fotograf (zm. 2002)
  - Bolesław Orłowski, polski historyk techniki
  - Zbigniew Skrudlik, polski florecista
- 13 maja:
  - Paddy Driver, południowoafrykański kierowca wyścigowy
  - Jan Goczoł, polski polityk (zm. 2018)
  - Adolf Muschg, szwajcarski pisarz i literaturoznawca
- 16 maja – Roy P. Kerr, nowozelandzki matematyk
- 17 maja:
  - Hessy Levinsons Taft, amerykańska chemik pochodzenia żydowskiego
  - Ronald Wayne, amerykański przedsiębiorca
  - Lidia Zonn, polska montażystka dokumentalna
- 19 maja:
  - Ruskin Bond, anglo-indyjski pisarz
  - Jan Budkiewicz, polski reżyser filmowy (zm. 2022)
- 20 maja:
  - René Bianchi, francuski kolarz
  - Michael J. Flynn, amerykański informatyk
  - Józef Pawelec, polski inżynier elektronik, profesor, poseł na Sejm RP
  - Mosze Szachal, izraelski polityk
  - Henryk Wróbel, polski językoznawca, slawista
- 21 maja:
  - Diana Der Hovanessian, armeńsko-amerykańska poetka, pisarka (zm. 2018)
  - Aniela Goc, polska mistrz kosmetyki
  - Gleb Panfiłow, radziecki i rosyjski reżyser i scenarzysta filmowy (zm. 2023)
  - Bengt Samuelsson, szwedzki biochemik, laureat Nagrody Nobla (zm. 2024)
- 23 maja – Robert Moog, konstruktor pierwszego syntezatora Mooga (zm. 2005)
- 24 maja – Edward Robert Adams, południowoafrykański duchowny katolicki, biskup Oudtshoorn
- 25 maja:
  - Andrzej Bartyński, polski poeta (zm. 2018)
  - David Burke, brytyjski aktor
  - Heng Samrin, kambodżański polityk
- 26 maja – Stefan Grzegorczyk, polski dziennikarz i działacz sportowy
- 27 maja:
  - Jos De Bakker, belgijski kolarz
  - Bryan Douglas, angielski piłkarz
  - Harlan Ellison, amerykański autor fantastyki (zm. 2018)
  - Krystyna Grodzińska, polska botanik, ekolog
  - Kazimierz Matl, polski geolog (zm. 2024)
- 28 maja:
  - Stefan Maresz, polski i francuski architekt
  - Francesco Monterisi, włoski duchowny katolicki, kardynał
- 29 maja – Jarosław Wernikowski, generał brygady MO
- 30 maja – Aleksiej Leonow (ros. Алексе́й Архи́пович Лео́нов), radziecki kosmonauta (zm. 2019)
- 1 czerwca:
  - Lutfi Hoxha, albański aktor (zm. 2023)
  - Pat Boone, amerykański piosenkarz, aktor i pisarz
- 2 czerwca:
  - Benon Dymek, polski historyk
  - Karl-Heinz Feldkamp, niemiecki piłkarz, trener
- 3 czerwca:
  - Giuseppe Matarrese, włoski duchowny katolicki, biskup Frascati (zm. 2020)
  - Zbigniew Słupski, polski sinolog, wykładowca akademicki (zm. 2020)
- 4 czerwca:
  - Pierre Eyt, francuski duchowny katolicki, arcybiskup Bordeaux, kardynał (zm. 2001)
  - Bertold Mainka, polski wioślarz
  - Wiesław Pietroń, polski rzeźbiarz (zm. 2001)
- 5 czerwca – Vilhjálmur Einarsson, islandzki lekkoatleta (zm. 2019)
- 6 czerwca – Albert II Koburg, król Belgów
- 7 czerwca – Philippe Entremont, francuski pianista i dyrygent
- 8 czerwca:
  - Roman Dworzyński, polski szachista
  - Zofia Krzeptowska-Gąsienica, polska biegaczka narciarska
  - Ragnar Skanåker, szwedzki strzelec sportowy
- 9 czerwca – Stefan Macner, polski związkowiec, polityk, poseł na Sejm RP (zm. 2006)
- 10 czerwca:
  - Zbigniew Jasiewicz, polski etnolog
  - Alois Mock, austriacki polityk (zm. 2017)
  - Stanisław Stasiak, polski rolnik, polityk, poseł na Sejm RP (zm. 2023)
- 11 czerwca:
  - Andrzej Baraniecki, polski nauczyciel akademicki, poseł na Sejm RP (zm. 2003)
  - Henryk, duński książę małżonek (zm. 2018)
  - Howard Norris, walijski rugbysta (zm. 2015)
- 12 czerwca – Janko Arsow, bułgarski inżynier-chemik (zm. 2023)
- 13 czerwca:
  - Shirley Bloomer, brytyjska tenisistka
  - Lucjan Brychczy, polski piłkarz (zm. 2024)
  - James Anthony Griffin, amerykański duchowny katolicki
  - Leonard Kleinrock, amerykański informatyk
- 15 czerwca:
  - Jan Berdyszak, polski rzeźbiarz, malarz i grafik (zm. 2014)
  - Jan Kopyto, polski lekkoatleta
- 16 czerwca:
  - Eileen Atkins, brytyjska aktorka
  - Bill Cobbs, amerykański aktor (zm. 2024)
  - William Sharpe, ekonomista amerykański, laureat Nagrody Nobla
  - George Vaillant, amerykański psychiatra i psychoanalityk
  - Jan Wojtala, polski generał (zm. 2021)
- 17 czerwca – Jerzy Flaga, polski historyk
- 18 czerwca:
  - George Hearn, amerykański aktor, piosenkarz
  - Andrzej Kabat, polski prawnik
  - Władysław Staniuk, polski przedsiębiorca, poseł na Sejm I kadencji
- 19 czerwca:
  - Thomas Dieterich, niemiecki prawnik (zm. 2016)
  - Gérard Latortue, haitański polityk, premier Haiti (zm. 2023)
  - Rubén López Ardón, nikaraguański duchowny katolicki, biskup Esteli
  - Stefania Świerzy, polska gimnastyczka (zm. 2020)
- 20 czerwca:
  - Sergio Balanzino, włoski dyplomata, sekretarz generalny NATO (zm. 2018)
  - Robert Siatka, francuski piłkarz polskiego pochodzenia
- 21 czerwca:
  - Jacek Łukasiewicz, polski poeta (zm. 2021)
  - Ken Matthews, brytyjski lekkoatleta (zm. 2019)
- 22 czerwca:
  - Henryk Bednarski, polski socjolog, polityk, minister edukacji narodowej (zm. 2023)
  - Wojciech Solarz, polski reżyser
  - Ragnar Svensson, szwedzki zapaśnik
- 26 czerwca:
  - Dave Grusin, amerykański kompozytor
  - Anatolij Iwanow (ros. Анато́лий Васи́льевич Ивано́в), rosyjski perkusista (zm. 2012)
  - Josef Sommer, amerykański aktor
- 27 czerwca:
  - Michael Baden, amerykański patolog, specjalista medycyny sądowej
  - Antoni Mazurkiewicz, polski informatyk
  - Jan Szupryczyński, polski geograf, polarnik
- 28 czerwca – Carl Levin, amerykański polityk, senator ze stanu Michigan (zm. 2021)
- 29 czerwca – Susan George, amerykańska politolog
- 30 czerwca:
  - Aleksandra Kapałczyńska-Plewińska, polska koszykarka (zm. 1997)
  - Chintamani Nagesa Ramachandra Rao, chemik indyjski
  - Anna Potocka-Hoser, polska psycholog i socjolog (zm. 1999)
- 1 lipca:
  - Jamie Farr, amerykański aktor
  - Jean Marsh, brytyjska aktorka (zm. 2025)
  - René-Victor Pilhes, francuski pisarz (zm. 2021)
  - Sydney Pollack, amerykański reżyser, aktor i producent filmowy (zm. 2008)
- 4 lipca:
  - James Hamilton (5. książę Abercorn), brytyjski arystokrata i polityk
  - Maurice Houvion, francuski lekkoatleta
  - Masatoshi Wakabayashi, japoński polityk, minister środowiska, minister rolnictwa (zm. 2023)
- 5 lipca:
  - Yoshio Furukawa, japoński piłkarz
  - Tomasz Romer, polski lekarz-endokrynolog
- 6 lipca – Jerzy Złotnicki, polski aktor (zm. 2021)
- 7 lipca:
  - Magdalena Bajer, polska dziennikarka, publicystka
  - Zbigniew Galus, polski chemik
  - Vinko Globokar, słoweński kompozytor, puzonista
  - Laurindo Guizzardi, brazylijski duchowny katolicki, biskup Foz do Iguaçu (zm. 2021)
  - Fernando José Penteado, brazylijski duchowny katolicki, biskup Jacarezinho
- 8 lipca:
  - Jack Dyson, angielski piłkarz i krykiecista (zm. 2000)
  - Marty Feldman, brytyjski aktor i komik (zm. 1982)
- 9 lipca – Józef Gąsienica-Sobczak, polski biegacz narciarski i biathlonista
- 10 lipca:
  - François Colímon, haitański duchowny katolicki, biskup Port-de-Paix (zm. 2022)
  - Franciszek Szyszka, polski lekkoatleta, chodziarz
- 11 lipca:
  - Giorgio Armani, włoski projektant mody
  - Jaume Traserra Cunillera, hiszpański duchowny katolicki (zm. 2019)
- 12 lipca – Ulf Schmidt, szwedzki tenisista
- 13 lipca:
  - Helena Jagiełowicz-Gawle, polska farmaceutka, posłanka na Sejm PRL (zm. 2020)
  - Salezy Józef Kafel, polski duchowny katolicki (zm. 2024)
  - Wole Soyinka, pisarz nigeryjski, laureat literackiej Nagrody Nobla
  - Aleksiej Jelisiejew (ros. Алексей Станиславович Елисеев), radziecki kosmonauta
  - Dennis Crosby, amerykański piosenkarz i okazjonalny aktor (zm. 1991)
  - Phillip Crosby, amerykański piosenkarz i aktor (zm. 2004)
- 14 lipca:
  - Lee Elder(inne języki), amerykański golfista (zm. 2021)
  - Lee Friedlander, amerykański fotograf
  - Marcel Gotlib, francuski rysownik, autor komiksów, wydawca (zm. 2016)
  - Masae Kasai, japońska siatkarka (zm. 2013)
  - Marlene Mathews, australijska lekkoatletka, sprinterka
- 15 lipca:
  - Harrison Birtwistle, angielski kompozytor i pedagog (zm. 2022)
  - Barbara Sosgórnik, polska lekkoatletka, biegaczka (zm. 2016)
- 17 lipca:
  - Johanna Grund, niemiecka dziennikarka, polityk (zm. 2017)
  - Ryszard Filipski, polski aktor i reżyser (zm. 2021)
- 18 lipca:
  - Edward Bond, angielski dramaturg (zm. 2024)
  - Darlene Conley, amerykańska aktorka poch. irlandzkiego, występowała w roli Sally Spectry (zm. 2007)
  - Witold Głowania, polski działacz sportowy (zm. 2025)
  - Roger Reynolds, amerykański kompozytor
- 19 lipca − Janusz Christa, autor komiksów, rysownik i scenarzysta (zm. 2008)
- 20 lipca:
  - Uwe Johnson, niemiecki pisarz (zm. 1984)
  - Halina Kazimierowska, polska aktorka (zm. 2019)
  - Anna Kunczyńska-Iracka, polska historyk sztuki (zm. 1994)
  - Sergio Siorpaes, włoski bobsleista
- 22 lipca:
  - Raniero Cantalamessa, włoski kapucyn, teolog, kardynał
  - Sam Chaffey, nowozelandzki narciarz alpejski, olimpijczyk (zm. 1998)
  - Louise Fletcher, amerykańska aktorka (zm. 2022)
  - Leon Rotman, rumuński kajakarz
- 23 lipca – Waldemar Chaves de Araújo, brazylijski duchowny katolicki, biskup São João del Rei
- 24 lipca:
  - Andrzej Radwański, polski geolog i paleontolog (zm. 2016)
  - Zofia Uhrynowska-Hanasz, polska tłumaczka literatury anglojęzycznej
- 25 lipca:
  - Adam Boniecki, polski ksiądz katolicki
  - Claude Zidi, francuski reżyser
- 26 lipca:
  - Jaghdish Bhagwati, amerykański ekonomista i profesor prawa
  - Austin Clarke, kanadyjski pisarz (zm. 2016)
  - Luciano Giovannetti, włoski duchowny katolicki, biskup Fiesole (zm. 2024)
- 27 lipca:
  - André Abadie, francuski rugbysta i trener (zm. 2020)
  - Robin Leamy, nowozelandzki duchowny rzymskokatolicki (zm. 2022)
  - Ajahn Sumedho (tajski: อาจารย์สุเมโธ), nauczyciel buddyzmu – Therawada
- 28 lipca:
  - Ron Flowers, angielski piłkarz (zm. 2021)
  - Jan Slaski, polski historyk literatury polskiej (zm. 2022)
- 29 lipca:
  - Stanton T. Friedman, amerykański fizyk jądrowy, ufolog pochodzenia żydowskiego (zm. 2019)
  - Albert Speer junior, niemiecki architekt i urbanista (zm. 2017)
  - Michał Szewczyk, polski aktor (zm. 2021)
- 30 lipca – Engelbert Kraus, niemiecki piłkarz (zm. 2016)
- 1 sierpnia – Wojciech Stan, polski artysta fotograf (zm. 2025)
- 2 sierpnia:
  - Walerij Bykowski (ros. Валерий Фёдорович Быковский), radziecki kosmonauta (zm. 2019)
  - Józef Frydel, polski strzelec (zm. 1986)
- 3 sierpnia:
  - Jonas Savimbi, angolski polityk (zm. 2002)
  - Grace Wahba, amerykańska matematyczka i statystyczka
- 4 sierpnia:
  - Andrea Bodó, węgierska gimnastyczka (zm. 2022)
  - Zofia Fischer-Malanowska, prof., polski biolog, ekolog
- 5 sierpnia:
  - Wendell Berry, amerykański poeta, pisarz
  - Gay Byrne, irlandzki prezenter radiowy i telewizyjny (zm. 2019)
  - Myrna Hansen, amerykańska aktorka i modelka
  - Teresa Olewczyńska, polska poetka
- 6 sierpnia:
  - Piers Anthony, angielski pisarz fantasy
  - Chris Bonington, brytyjski alpinista
  - Diane di Prima, amerykańska poetka (zm. 2020)
- 7 sierpnia:
  - Zbigniew Biernat, polski polityk, prezydent Gdyni (zm. 2013)
  - Hanna Zembrzuska, polska aktorka (zm. 2023)
- 8 sierpnia:
  - Kaplan Burović, jugosłowiańsko-albański prozaik i poeta (zm. 2022)
  - Cláudio Hummes, brazylijski duchowny katolicki kardynał (zm. 2022)
  - Antonio Vacca, włoski duchowny katolicki (zm. 2020)
- 9 sierpnia:
  - Graeme Gibson, kanadyjski pisarz (zm. 2019)
  - Roger Pirenne, belgijski duchowny katolicki, arcybiskup Bertoua w Kamerunie (zm. 2023)
  - Andrzej Więckowski, polski fizykochemik, wykładowca akademicki
- 10 sierpnia:
  - John Dooley, irlandzki rugbysta i działacz sportowy (zm. 2009)
  - Irena Jegliczka, polska pedagog
  - Adam Żuchowski, polski inżynier
- 11 sierpnia:
  - Krzysztof Szwarc, polski bankowiec i ekonomista
  - Tadeusz Żebrowski, polski pedagog, działacz społeczny, regionalista, krajoznawca
- 12 sierpnia – Robert Hermann, amerykański duchowny katolicki
- 13 sierpnia – Stanisław Widłak, polski językoznawca, romanista i italianista (zm. 2017)
- 14 sierpnia:
  - Zdzisław Czarnecki, polski filozof
  - Bogdan Kupczyk, polski artysta plastyk
- 15 sierpnia:
  - Maria Ciesielska, polska aktorka
  - Helena Łazarska, polska śpiewaczka i pedagog (zm. 2022)
- 16 sierpnia:
  - Wiesław Balcerak, polski historyk
  - Ketty Lester, amerykańska piosenkarka i aktorka
  - Pierre Richard, francuski aktor
  - Diana Wynne Jones, brytyjska autorka powieści fantasy (zm. 2011)
- 17 sierpnia – Marian Borkowski, polski kompozytor
- 18 sierpnia:
  - Astrid Maria Balińska-Jundziłł, polska malarka i rzeźbiarka
  - Jan Górecki, polski ekonomista (zm. 2025)
  - Rafer Johnson, amerykański lekkoatleta, wieloboista (zm. 2020)
  - Michel May, szwajcarski inżynier i kierowca wyścigowy
- 19 sierpnia:
  - Koba Cakadze, gruziński skoczek narciarski
  - Regina Chłopicka, polska teoretyk muzyki (zm. 2021)
  - Wiktor Ostrzołek, polski witrażysta, malarz, grafik, designer, akwarelista
- 20 sierpnia:
  - Wojciech Adamiecki, polski dziennikarz, reportażysta, tłumacz, dyplomata (zm. 2008)
  - Maria Teresa Kiszczak, polska ekonomistka, żona generała Czesława Kiszczaka (zm. 2023)
  - Armi Kuusela, fińska działaczka charytatywna, modelka i królowa piękności
  - Arno Surminski, niemiecki pisarz i dziennikarz
- 21 sierpnia – John L. Hall, amerykański fizyk, noblista
- 22 sierpnia:
  - Ayla Erduran, turecka skrzypaczka (zm. 2025)
  - Michał Kłos, polski działacz samorządowy i partyjny
  - Norman Schwarzkopf, amerykański generał (zm. 2012)
  - Danuta Stachow, polska gimnastyczka sportowa (zm. 2019)
- 23 sierpnia:
  - Carlos Amigo Vallejo, hiszpański duchowny katolicki, kardynał (zm. 2022)
  - Richard Schechner, amerykański reżyser, teoretyk i krytyk teatralny
- 24 sierpnia – Kenny Baker, brytyjski aktor (zm. 2016)
- 25 sierpnia:
  - Ali Akbar Haszemi Rafsandżani, irański polityk (zm. 2017)
  - Roger Romani, francuski polityk (zm. 2025)
  - Dave Tork, amerykański lekkoatleta
- 26 sierpnia – Tom Heinsohn, amerykański koszykarz (zm. 2020)
- 29 sierpnia:
  - Andrzej Buszewicz, polski aktor i reżyser (zm. 2019)
  - David Pryor, amerykański polityk, senator ze stanu Arkansas (zm. 2024)
- 30 sierpnia – Alexander Rabinowitch, amerykański historyk, sowietolog pochodzenia żydowskiego
- 31 sierpnia – Eusebius Beltran, amerykański duchowny katolicki, arcybiskup metropolita Oklahoma City
- 1 września:
  - Orianna Santunione, włoska śpiewaczka operowa (zm. 2023)
  - Paolo Sardi, włoski duchowny katolicki (zm. 2019)
- 2 września – Werner Leimgruber, szwajcarski piłkarz (zm. 2025)
- 3 września – Lucien Muller, francuski piłkarz
- 4 września:
  - Eduard Chil, rosyjski piosenkarz barytonowy (zm. 2012)
  - Clive Granger, ekonomista brytyjski, laureat Nagrody Nobla (zm. 2009)
  - Jan Švankmajer, czeski rzeźbiarz
- 5 września:
  - Paul Josef Cordes, niemiecki duchowny katolicki, kardynał (zm. 2024)
  - Ricardo de la Espriella, panamski ekonomista i polityk
  - Jerzy Fedorowski, polski paleontolog
  - Ronald Inglehart, amerykański politolog (zm. 2021)
  - Zacarias Kamwenho, angolski duchowny katolicki, arcybiskup Lubango
  - Zbigniew Korpolewski, polski aktor i reżyser (zm. 2018)
  - Tamara Manina, rosyjska gimnastyczka
- 6 września:
  - Oleg Kaługin, radziecki generał major KGB
  - Jana Štěpánková, czeska aktorka (zm. 2018)
  - Michel Vermeulin, francuski kolarz
- 7 września – Marcin Nurowski, polski prawnik i ekonomista (zm. 2017)
- 8 września – Ross Brown, nowozelandzki rugbysta (zm. 2014)
- 9 września – Bohdan Ryszewski, polski historyk
- 10 września:
  - Henryk Chmielewski, polski neurolog (zm. 2018)
  - Wasił Kazandżiew, bułgarski kompozytor
  - Samir Mazloum, libański duchowny maronicki
- 11 września:
  - Jacek Abramowicz, polski muzyk, pianista i kompozytor (zm. 2020)
  - Norma Croker, australijska lekkoatletka (zm. 2019)
  - Gustáv Mráz, słowacki piłkarz (zm. 2025)
  - Leon Rooke, kanadyjski pisarz
- 12 września – Ana Bertha Lepe, meksykańska aktorka, modelka (zm. 2013)
- 13 września:
  - Hans Maurer, niemiecki bobsleista
  - Hans Weiler, niemiecko-amerykański profesor pedagogiki i nauk politycznych
  - William Woolsey, amerykański pływak (zm. 2022)
  - Zbigniew Zapasiewicz, polski aktor, reżyser i pedagog (zm. 2009)
- 14 września:
  - Ramiro Díaz Sánchez, hiszpański duchowny katolicki, wikariusz apostolski Machiques
  - Andrzej Kozak, polski aktor
- 15 września:
  - Aleksander Garlicki, polski geolog
  - Fob James, amerykański polityk,
  - Wasilij Panin, radziecki admirał
- 16 września:
  - Kurt Armbruster, szwajcarski piłkarz (zm. 2019)
  - Elgin Baylor, amerykański koszykarz (zm. 2021)
- 17 września – Maureen Connolly, amerykańska tenisistka (zm. 1969)
- 18 września:
  - Bambang Hidayat, indonezyjski astronom
  - Kurt Malangré, niemiecki prawnik, polityk, samorządowiec, nadburmistrz Akwizgranu, eurodeputowany (zm. 2018)
- 19 września:
  - Apas Dżumagułow, radziecki i kirgiski polityk, były premier Kirgistanu
  - Brian Epstein, menedżer zespołu muzycznego The Beatles (zm. 1967)
  - Hans-Emil Schuster, niemiecki astronom
- 20 września:
  - Józef Bachórz, polski filolog (zm. 2024)
  - Sophia Loren, włoska aktorka
  - Terry Reid, australijski rugbysta i trener (zm. 2017)
  - Janusz Rieger, polski językoznawca i slawista
  - Karen Sharpe, amerykańska aktorka
  - Takayuki Kubota, wielki mistrz sztuk walki,10 Dan, twórca stylu karate Gōsoku-ryū, założyciel i prezes International Karate Association (zm. 2024)
- 21 września:
  - Leonard Cohen, kanadyjski poeta i pieśniarz (zm. 2016)
  - Konrad Sutarski, polski poeta, inżynier mechanik, doktor technicznych nauk rolniczych, działacz polonijny, polityk mniejszościowy i dyplomata
  - David J. Thouless, brytyjski fizyk (zm. 2019)
- 22 września:
  - Edward Czajko, polski duchowny, teolog i publicysta (zm. 2025)
  - Mart Niklus, estoński ornitolog i polityk
  - Ornella Vanoni, włoska piosenkarka
- 23 września:
  - Ahmed Szah Chan, pretendent do tronu Afganistanu (zm. 2024)
  - Per Olov Enquist, szwedzki pisarz (zm. 2020)
  - Gino Paoli, włoski piosenkarz
  - Franc Rodé, słoweński duchowny katolicki, kardynał
  - Teresa Trzebunia, polska biegaczka narciarska (zm. 2022)
- 24 września – John Brunner, brytyjski pisarz science fiction (zm. 1995)
- 25 września – Jean Sorel, francuski aktor
- 26 września:
  - Oleg Basilaszwili, rosyjski aktor pochodzenia gruzińskiego
  - Dick Heckstall-Smith, angielski saksofonista (zm. 2004)
  - Tomasz Łychowski, polski i brazylijski poeta
- 27 września:
  - Wilford Brimley, amerykański aktor (zm. 2020)
  - Claude Jarman Jr., amerykański aktor dziecięcy i przedsiębiorca (zm. 2025)
  - Michał Jędrzejewski, polski scenograf
- 28 września:
  - Brigitte Bardot, francuska aktorka filmowa
  - Jacek Libicki, polski doktor nauk technicznych (zm. 2021)
  - Jerzy Talkowski, polski ekonomista, samorządowiec, prezydent Dąbrowy Górniczej (zm. 2024)
- 29 września:
  - Mihály Csíkszentmihályi, węgierski psycholog (zm. 2021)
  - Joseph Untube N’singa Udjuu, kongijski polityk i prawnik, premier Zairu (zm. 2021)
- 30 września:
  - Tadeusz Gąsienica-Łuszczek, polski polityk, poseł na Sejm RP (zm. 2013)
  - Udo Jürgens, austriacki kompozytor i piosenkarz (zm. 2014)
  - Hieronim Kubiak, polski socjolog i działacz polityczny (zm. 2024)
- 1 października:
  - Stefan Ceranka, polski nauczyciel, działacz związkowy, poseł na Sejm RP (zm. 2009)
  - Zbigniew Ciesielski, polski matematyk (zm. 2020)
  - Zbigniew Mikołajewicz, polski ekonomista, wykładowca i działacz państwowy
- 2 października – Wojciech Pokora, polski aktor (zm. 2018)
- 3 października – Stefan Stankiewicz, polski malarz i rysownik
- 4 października:
  - Zbigniew Pietrzykowski, polski bokser (zm. 2014)
  - Zenon Uryga, polski literaturoznawca i dydaktyk, prof. dr hab., rektor Wyższej Szkoły Pedagogicznej im. KEN w Krakowie (zm. 2024)
- 5 października:
  - Paul Dacoury-Tabley, iworyjski duchowny katolicki
  - Roman Pusiak, polski generał brygady (zm. 2021)
- 7 października:
  - Feliksas Bajoras, litewski kompozytor i skrzypek
  - Amiri Baraka, amerykański poeta, eseista (zm. 2014)
  - Jean-Claude Briavoine, francuski kierowca wyścigowy i rajdowy
  - Witold Deręgowski, polski polityk, poseł na Sejm RP
  - Alberto Giraldo Jaramillo, kolumbijski duchowny katolicki, arcybiskup Medellín (zm. 2021)
  - Nowiełła Matwiejewa, rosyjska pisarka, poetka, autorka sztuk teatralnych, literaturoznawczyni (zm. 2016)
  - Tadeusz Witold Młyńczak, polski inżynier i działacz polityczny
  - Javier Moscoso, hiszpański polityk i prawnik (zm. 2025)
  - Willie Naulls, amerykański koszykarz (zm. 2018)
- 8 października – Henryk Loska, polski duchowny katolicki
- 9 października:
  - Abdullah Ibrahim, południowoafrykański pianista i kompozytor jazzowy
  - Adolf Koxeder, austriacki bobsleista
- 10 października – Matylda Konior-Opiłka, historyk sztuki, wojewódzki konserwator zabytków w Katowicach w latach 1983–1985
- 11 października:
  - Luis Héctor Villalba, argentyński duchowny katolicki, kardynał
  - Paul Vollmar, szwajcarski duchowny katolicki (zm. 2021)
- 12 października:
  - Richard Meier, amerykański architekt
  - Urszula Nałęcz, polska zakonnica (zm. 2016)
- 13 października – Nana Mouskouri (gr. Νάνας Μούσχουρη), grecka piosenkarka i polityk
- 14 października – Zbigniew Kostrzewa, polski polityk
- 15 października – Izabella Łaz, polska siatkarka
- 16 października:
  - Peter Ashdown, brytyjski kierowca wyścigowy
  - Piergiorgio Colautti, włoski rzeźbiarz, malarz
  - József Marosi, węgierski szermierz
- 17 października:
  - Stanisław Jakubowski, polski fotograf (zm. 2025)
  - Ryszard Malcherczyk, polski lekkoatleta
  - Rico Rodriguez, brytyjski puzonista (zm. 2015)
  - Vlada Urošević, północnomacedoński poeta, prozaik i eseista
- 18 października:
  - Kir Bułyczow (ros. Кир Булычёв), właściwie Igor Wsiewołodowicz Możejko, rosyjski historyk i pisarz fantastyki naukowej (zm. 2003)
  - Kazimierz Dola, polski ksiądz
  - Chuck Swindoll, amerykański pastor i teolog ewangelikalny, pisarz, pedagog oraz kaznodzieja radiowy
- 19 października:
  - Yakubu Gowon, nigeryjski dowódca wojskowy, polityk, podpułkownik w czasie wojny domowej w Nigerii, szef Federalnego Rządu Wojskowego Nigerii
  - Ernst Hürlimann, szwajcarski wioślarz
- 20 października:
  - Choo Hoey, singapurski dyrygent (zm. 2025)
  - Mary Peach, brytyjska aktorka (zm. 2025)
  - Anna Rak-Kaszanits, polska malarka, dziennikarka, esperantystka (zm. 2014)
  - Michiko Shōda, cesarzowa Japonii
- 21 października – Jerry Lewis, amerykański polityk (zm. 2021)
- 22 października:
  - Zoltán Friedmanszky, węgierski piłkarz (zm. 2022)
  - Dawid Liba’i, izraelski prawnik, polityk (zm. 2023)
  - Donald McIntyre, nowozelandzki śpiewak operowy
- 23 października – Zdzisław Fiuk, polski działacz partyjny i państwowy, przewodniczący MRN w Sosnowcu
- 24 października – Tadeusz Pieronek, polski duchowny katolicki (zm. 2018)
- 25 października:
  - Antoni Lenkiewicz, polski historyk, prawnik, publicysta, działacz opozycji antykomunistycznej
  - Andrzej Niekrasz, polski grafik, profesor (zm. 2013)
  - Carlos Sherman, białoruski poeta, pisarz, tłumacz, krytyk literacki (zm. 2005)
  - Damian Zimoń, polski biskup katolicki, liturgista
- 26 października:
  - Rod Hundley, amerykański koszykarz, komentator sportowy (zm. 2015)
  - Zofia Krasicka-Domka, polska lekarka, polityk, posłanka na Sejm RP
  - Ulrich Plenzdorf, niemiecki pisarz (zm. 2007)
- 28 października:
  - Martin van der Borgh, holenderski kolarz (zm. 2018)
  - Julio Jiménez, hiszpański kolarz (zm. 2022)
- 29 października – Marian Cezary Abramowicz, polski prozaik i poeta (zm. 1997)
- 30 października:
  - Frans Brüggen, holenderski flecista, dyrygent (zm. 2014)
  - Bogdan Chorążuk, polski pisarz, malarz, autor tekstów piosenek
  - Paolo Moreno, włoski archeolog i historyk sztuki (zm. 2021)
  - José Sánchez González, hiszpański duchowny katolicki, biskup Sigüenzy-Guadalajara
- 31 października:
  - Francis Lagan, irlandzki duchowny katolicki (zm. 2020)
  - Małgorzata, księżniczka szwedzka
- 1 listopada:
  - Krali Bimbałow, bułgarski zapaśnik (zm. 1988)
  - Longina Kozikowska-Bruna, polska aktorka
  - Andrzej Maria Lewicki, polski językoznawca
  - Les Mills, nowozelandzki lekkoatletka
  - Klaus Richtzenhain, niemiecki lekkoatleta, średniodystansowiec (zm. 2025)
  - Andrzej Tyszka, polski socjolog kultury (zm. 2022)
- 2 listopada:
  - Joseph Edward Brennan, amerykański polityk (zm. 2024)
  - Ken Rosewall, australijski tenisista
- 3 listopada
  - Kenneth Baker, brytyjski polityk
  - Max Forster, szwajcarski bobsleista
- 4 listopada – Michał Głowiński, polonista, teoretyk literatury (zm. 2023)
- 5 listopada:
  - Alicja Sędzińska, polska aktorka (zm. 1990)
  - Anatolij Suczkow, ukraiński piłkarz pochodzenia rosyjskiego, trener piłkarski (zm. 2021)
- 7 listopada:
  - Kazimierz Modzelewski, polski polityk, poseł na Sejm RP (zm. 2011)
  - Barbara Szabat, polska historyk
- 8 listopada – Lothar Milde, niemiecki lekkoatleta
- 9 listopada:
  - Ingvar Carlsson, szwedzki polityk, premier Szwecji
  - Hamilton Green, gujański polityk, premier Gujany
  - Ronald Harwood, brytyjski dramaturg, scenarzysta filmowy (zm. 2020)
  - Carl Sagan, amerykański pisarz, astronom (zm. 1996)
  - Tengiz Sigua, gruziński polityk, premier Gruzji (zm. 2020)
- 10 listopada – Walter Garrison Runciman, brytyjski socjolog (zm. 2020)
- 11 listopada:
  - Tadeusz Chabrowski, polski poeta (zm. 2016)
  - Zdzisław Czarnobilski, polski lekarz, polityk, poseł i senator RP
  - Jehuda Harel, izraelski polityk
  - Miguel La Fay Bardi, amerykański duchowny katolicki, prałat terytorialny Sicuani (zm. 2021)
  - Elżbieta Krzesińska, polska lekkoatletka (zm. 2015)
- 12 listopada:
  - Jean-Claude Lecante, francuski kolarz
  - Charles Manson, amerykański przewodnik sekty Rodzina, skazany na dożywocie za zabójstwo Sharon Tate (zm. 2017)
  - Joanna Olczak-Ronikier, polska pisarka i scenarzystka, współzałożycielka kabaretu Piwnica pod Baranami
  - Gianfranco Reverberi, włoski muzyk i kompozytor (zm. 2024)
- 13 listopada:
  - Peter Arnett, nowozelandzki dziennikarz
  - Ellis Marsalis, amerykański pianista (zm. 2020)
  - Garry Marshall, amerykański aktor, reżyser producent i scenarzysta filmowy (zm. 2016)
- 14 listopada:
  - Helena Norowicz, polska aktorka
  - Leszek Sobocki, polski malarz
- 15 listopada:
  - Martin Bangemann, niemiecki polityk (zm. 2022)
  - Ziemowit Barański, polski kapitan jachtowy
  - Krikor Bedros XX Ghabroyan, syryjski duchowny, patriarcha Kościoła katolickiego obrządku ormiańskiego (zm. 2021)
  - Janina Ławińska-Tyszkowska, polska filolog (zm. 2013)
- 16 listopada:
  - Jan Czapiewski, polski przedsiębiorca, polityk
  - Mieczysław Mąkosza, polski chemik
- 17 listopada:
  - Paul Henderson, kanadyjski żeglarz i działacz sportowy
  - Jim Inhofe, amerykański polityk, senator ze stanu Oklahoma (zm. 2024)
  - Oscar Cruz, filipiński duchowny katolicki (zm. 2020)
- 19 listopada:
  - Milan Dvořák, czeski piłkarz (zm. 2022)
  - Kurt Hamrin, szwedzki piłkarz (zm. 2024)
  - Joanne Kyger, amerykańska poetka (zm. 2017)
  - Jan Purwiński, polski biskup katolicki (zm. 2021)
  - Kurt Stille, duński łyżwiarz szybki
- 21 listopada – Dietrich Weise, niemiecki piłkarz (zm. 2020)
- 22 listopada:
  - William Arveson, amerykański matematyk (zm. 2011)
  - Stefan Bratkowski, polski dziennikarz, pisarz, publicysta (zm. 2021)
  - Ksawera Grochal, polska lekkoatletka, oszczepniczka (zm. 1997)
  - Marian Ireneusz Krawczyński, polski lekarz
  - Henryk Majcherek, polski aktor (zm. 2021)
  - Stanisław Zięba, polski polityk (zm. 2024)
- 23 listopada – Robert Towne, amerykański scenarzysta i reżyser (zm. 2024)
- 24 listopada:
  - Renard Czajkowski, polski dyrygent, pedagog (zm. 2000)
  - Dewi Zephaniah Phillips, brytyjski filozof, wykładowca akademicki (zm. 2006)
  - Andrzej Jerzy Piotrowski, polski reżyser i scenarzysta filmowy (zm. 1978)
  - Alfred Schnittke, rosyjsko-niemiecki kompozytor, pianista, teoretyk muzyki, pedagog pochodzenia żydowskiego (zm. 1998)
- 25 listopada:
  - Józef Śliwiok, polski profesor nauk chemicznych
  - Herrmann Zschoche, niemiecki reżyser i scenarzysta filmowy
- 26 listopada:
  - Suzanne Allday, brytyjska lekkoatletka, dyskobolka i kulomiotka (zm. 2017)
  - Ludmiła Szewcowa, ukraińska lekkoatletka, biegaczka średniodystansowa
- 27 listopada:
  - Łukasz Jedlewski, polski dziennikarz sportowy (zm. 2022)
  - Gracjan Leczyk, polski działacz społeczny, prezydent Torunia
  - Zdzisław Pakuła, polski ekonomista, polityk, prezes NBP (zm. 2009)
  - Luis Palau, amerykański duchowny protestancki, ewangelista (zm. 2021)
  - Stanisław Jan Rostworowski, polski dziennikarz, publicysta, polityk, poseł na Sejm PRL (zm. 2018)
  - Gilbert Strang, amerykański matematyk
- 28 listopada – Pierre Joxe, francuski polityk
- 29 listopada:
  - Mary Carter Reitano, australijska tenisistka
  - Nicéphore Soglo, beniński polityk
- 1 grudnia:
  - Zdzisław Graczyk, polski generał
  - Józef Kolesiński, polski śpiewak operowy
  - Billy Paul, amerykański piosenkarz (zm. 2016)
- 2 grudnia:
  - Tarcisio Bertone, włoski duchowny katolicki, kardynał
  - Wołodymyr Sereda (ukr. Володимир Середа), ukraiński działacz społeczny
- 3 grudnia:
  - Elżbieta Cieślar, polska rzeźbiarka, performerka, projektantka form przemysłowych, scenograf TVP, autorka filmów i tekstów o sztuce, dyrektorka Galerii Repassage w Warszawie w latach 1973–1978
  - Andrzej Gieraga, polski malarz
  - Wiktor Gorbatko (ros. Виктор Васильевич Горбатко), radziecki kosmonauta (zm. 2017)
  - Abimael Guzmán, peruwiański maoista, terrorysta, przywódca Świetlistego Szlaku (zm. 2021)
  - Fred Alan Wolf, amerykański fizyk teoretyk, pisarz
- 4 grudnia – Zbigniew Lutomski, polski malarz, grafik i pedagog
- 5 grudnia:
  - Joan Didion, amerykańska dziennikarka, eseistka, powieściopisarka (zm. 2021)
  - Alicja Lenczewska, polska mistyczka, nauczycielka (zm. 2012)
  - Franciszek Surmiński, polski kolarz (zm. 2021)
- 6 grudnia:
  - Zdzisław Jarmużek, polski lekarz psychiatra, polityk, senator RP (zm. 2012)
  - Stanisław Kędziora, polski biskup katolicki (zm. 2017)
  - John McRaith, amerykański duchowny katolicki (zm. 2017)
  - Jan Walter, polski duchowny luterański, senior diecezji warszawskiej (zm. 1995)
- 7 grudnia – Jan Wornar, łużycki pisarz (zm. 1999)
- 8 grudnia:
  - Alisa Frejndlich (ros. Алиса Бруновна Фрейндлих), rosyjska aktorka
  - Aldona Jawłowska, polska socjolog (zm. 2010)
- 9 grudnia:
  - Judi Dench, brytyjska aktorka
  - Kazimierz Godłowski, polski archeolog i prehistoryk (zm. 1995)
  - Morten Grunwald, duński aktor (zm. 2018)
  - Irena Santor, polska piosenkarka
  - Junior Wells, amerykański muzyk bluesowy (zm. 1998)
- 10 grudnia:
  - Stanisław Grygiel, polski filozof, filolog i wykładowca (zm. 2023)
  - Xu Dunxin, chiński polityk, dyplomata
  - Howard Martin Temin, amerykański profesor onkologii, wirusologii, genetyk, laureat Nagrody Nobla (zm. 1994)
- 12 grudnia:
  - Zbigniew Andres, polski historyk literatury i krytyk literacki
  - Ana Benaki-Psaruda, grecka polityk
- 15 grudnia:
  - Rajna Kabaiwanska (bułg. Райна Кабаиванска), bułgarska śpiewaczka operowa (sopran)
  - Stanisłau Szuszkiewicz (biał. Станiслаў Станіслававіч Шушкевіч), białoruski naukowiec, działacz państwowy i polityk (zm. 2022)
- 16 grudnia:
  - Kazimierz Cypryniak, polski działacz partyjny
  - Jan Stopyra, polski samorządowiec, prezydent i przewodniczący Rady Miasta Szczecina (zm. 2023)
- 17 grudnia – Ray Wilson, angielski piłkarz (zm. 2018)
- 18 grudnia:
  - Colin Baker, walijski piłkarz (zm. 2021)
  - Boris Wołynow (ros. Борис Валентинович Волынов), radziecki kosmonauta
- 19 grudnia:
  - Al Kaline, amerykański baseballista (zm. 2020)
  - Pratibha Patil, indyjska polityk
  - Ignacio Pérez, kolumbijski piłkarz (zm. 2009)
- 20 grudnia:
  - Adam Czerniawski, polski poeta (zm. 2024)
  - Julius Darmaatmadja, indonezyjski duchowny katolicki, kardynał
- 21 grudnia – Giuseppina Leone, włoska lekkoatletka
- 22 grudnia – Lucyna Wielechowicz, polska nauczycielka, działaczka społeczna, polityk, poseł na Sejm PRL
- 24 grudnia:
  - Stjepan Mesić, chorwacki polityk
  - Andrzej Zieliński, polski inżynier, wykładowca akademicki, polityk, minister łączności (zm. 2024)
- 25 grudnia – Robert Martinez, amerykański polityk pochodzenia hiszpańskiego
- 26 grudnia:
  - Martín Pando, argentyński piłkarz (zm. 2021)
  - Richard Swinburne, brytyjski filozof
- 27 grudnia – Łarysa Łatynina (ros. Лариса Семёновна Латынина), radziecka gimnastyczka
- 28 grudnia:
  - Alasdair Gray, szkocki powieściopisarz (zm. 2019)
  - Danuta Kmieć, polska siatkarka (zm. 1988)
  - Franciszek Połomski, polski prawnik, historyk, polityk, senator RP (zm. 2019)
  - Maggie Smith, brytyjska aktorka (zm. 2024)
- 29 grudnia:
  - Jan Sylwester Drost, polski artysta plastyk (zm. 2024)
  - Walentina Stienina, rosyjska łyżwiarka szybka
- 30 grudnia:
  - John Bahcall, amerykański astrofizyk (zm. 2005)
  - Joseph Bologna, amerykański aktor (zm. 2017)
  - Barry Briggs, nowozelandzki żużlowiec
  - Del Shannon, amerykański piosenkarz i gitarzysta rockowy (zm. 1990)
  - Russ Tamblyn, amerykański aktor

Data dzienna nieznana: 
- Krystyna Czechowicz-Janicka, polska lekarka
- Bartłomiej Golka, polski medioznawca
- Włodzimierz Pawluczuk, polski antropolog (zm. 2025)
- Wanda Wojtuszewska, polska nauczycielka

## Zmarli
- 1 stycznia – Jakob Wassermann, niemiecki pisarz żydowskiego pochodzenia (ur. 1873)
- 6 stycznia – Herbert Chapman, angielski piłkarz i trener (ur. 1878)
- 8 stycznia – Andriej Bieły (ros. Бори́с Никола́евич Буга́ев), rosyjski poeta, prozaik i krytyk literacki (ur. 1880)
- 9 stycznia – Henryk Kon, polski lekarz społecznik (ur. 1857)
- 10 stycznia – Marinus van der Lubbe, holenderski komunista (ur. 1909)
- 15 stycznia – Hermann Bahr, austriacki krytyk literacki i pisarz (ur. 1863)
- 29 stycznia – Fritz Haber, chemik niemiecki pochodzenia żydowskiego, laureat Nagrody Nobla (ur. 1868)
- 2 lutego – Maria Dominika Mantovani, włoska zakonnica, współzałożycielka Małych Sióstr Świętej Rodziny, błogosławiona katolicka (ur. 1862)
- 4 lutego – Jan Biziel, lekarz polski, działacz społeczny, Honorowy Obywatel Bydgoszczy (ur. 1858)
- 16 lutego – Eduard Bagricki, radziecki poeta pochodzenia żydowskiego (ur. 1895)
- 17 lutego
  - Albert I Koburg, król Belgów (ur. 1875)
  - Siegbert Tarrasch, niemiecki szachista (ur. 1862)
- 23 lutego – Edward Elgar, kompozytor angielski (ur. 1857)
- 7 marca – Ernst Enno, estoński poeta, twórca poezji mistycznej (ur. 1875)
- 18 marca – Božena Viková-Kunětická, czeska pisarka i polityk (ur. 1862)
- 20 marca – Emma Waldeck-Pyrmont, druga żona Wilhelma III, królowa Holandii (ur. 1858)
- 7 kwietnia – Heinz Prüfer, niemiecki matematyk (ur. 1896)
- 8 kwietnia – Władysław Skoczylas, polski malarz, grafik, rzeźbiarz i pedagog (ur. 1883)
- 18 kwietnia – Paweł Bienias, polski ludwisarz, działacz polonijny, właściciel ziemski (ur. 1874)
- 28 kwietnia – Charley Patton, amerykański muzyk bluesowy (ur. 1891)
- 14 maja – Erich Ludwig, niemiecki rugbysta, medalista olimpijski (ur. 1879)
- 23 maja
  - Clyde Barrow, amerykański przestępca, partner Bonnie Parker (ur. 1909)
  - Bonnie Parker, amerykańska przestępczyni, partnerka Clyde’a Barrow (ur. 1910)
- 25 maja – Gustav Holst, angielski kompozytor (ur. 1874)
- 30 maja – Heihachirō Tōgō (jap. 東郷 平八郎), japoński admirał (ur. 1848)
- 11 czerwca – Lew Wygotski (ros. Лев Семёнович Выготский), rosyjski psycholog i pedagog (ur. 1896)
- 12 czerwca – Enid Yandell, amerykańska rzeźbiarka (ur. 1869)
- 14 czerwca – Theodor Däubler, austriacki poeta i prozaik (ur. 1876)
- 15 czerwca – Bronisław Pieracki, polski polityk, legionista, pułkownik dyplomowany piechoty Wojska Polskiego (ur. 1895)
- 19 czerwca – Max Pinkus, niemiecki przedsiębiorca, bibliofil i mecenas sztuki (ur. 1857)
- 24 czerwca – Stanisław Franciszek Pękosławski, polski inżynier, wojewoda kielecki (ur. 1870)
- 30 czerwca:
  - Kurt von Schleicher, niemiecki polityk, generał, ostatni kanclerz Republiki Weimarskiej, zamordowany w czasie nocy długich noży (ur. 1882)
  - Ernst von Wolzogen, niemiecki pisarz, dramaturg, kompozytor (ur. 1855)
- 1 lipca – Ernst Röhm, przywódca oddziałów szturmowych SA (ur. 1887)
- 4 lipca
  - Chajim Nachman Bialik (hebr. חיים נחמן ביאליק), narodowy wieszcz Izraela; prozaik, tłumacz, eseista, wydawca (ur. 1873)
  - Maria Skłodowska-Curie, chemik, badaczka promieniotwórczości, laureatka nagród Nobla 1903 i 1911 (ur. 1867)
- 6 lipca – Nestor Machno (ukr. Нестор Іванович Махно), ukraiński anarchista i rewolucjonista (ur. 1888)
- 21 lipca – Julian Hawthorne, amerykański pisarz i dziennikarz (ur. 1846)
- 22 lipca – John Dillinger, amerykański przestępca (ur. 1903)
- 23 lipca – Małgorzata Maria López de Maturana, założycielka mercedariuszek misjonarek, błogosławiona katolicka (ur. 1884)
- 25 lipca – Engelbert Dollfuß, polityk austriacki, kanclerz Austrii (ur. 1892)
- 27 lipca – Louis Hubert Gonzalve Lyautey, francuski wojskowy i polityk, marszałek Francji (ur. 1854)
- 28 lipca – Marie Dressler, kanadyjsko-amerykańska aktorka, zdobywczyni Oscara (ur. 1868)
- 2 sierpnia – Paul Hindenburg von Beneckendorff, niemiecki feldmarszałek i polityk (ur. 1847)
- 7 sierpnia – Hermann Kusmanek, ostatni komendant Twierdzy Przemyśl (ur. 1860)
- 13 sierpnia – Andrzej Maj, polski polityk, działacz ZLN i wicemarszałek Sejmu Ustawodawczego (ur. 1869)
- 1 września – Will Allen Dromgoole, amerykańska prozaiczka i poetka (ur. 1860)
- 17 września – Erik Lindqvist, szwedzki żeglarz, medalista olimpijski (ur. 1886)
- 26 września – Aleksander Moszkowski, niemiecki pisarz i satyryk pochodzenia polsko-żydowskiego (ur. 1851)
- 4 października – Aleksander Skowroński, polski duchowny katolicki, prałat, działacz narodowy i społeczny na Górnym Śląsku, (ur. 1863)
- 5 października – Jean Vigo, francuski reżyser i scenarzysta filmowy (ur. 1905)
- 6 października – Feliks Horski, porucznik żandarmerii pilot Wojska Polskiego (ur. 1895)
- 9 października
  - Anicet Adolf, hiszpański lasalianin, męczennik, święty katolicki (ur. 1912)
  - August Andrzej, hiszpański lasalianin, męczennik, święty katolicki (ur. 1910)
  - Benedykt od Jezusa, lasalianin, męczennik, święty katolicki (ur. 1910)
  - Beniamin Julian, hiszpański lasalianin, męczennik, święty katolicki (ur. 1908)
  - Cyryl Bertram, hiszpański lasalianin, męczennik, święty katolicki (ur. 1888)
  - Innocenty od Niepokalanego Poczęcia, hiszpański pasjonista, męczennik, święty katolicki (ur. 1887)
  - Julian Alfred, hiszpański lasalianin, męczennik, święty katolicki (ur. 1902)
  - Marcin Józef, hiszpański lasalianin, męczennik, święty katolicki (ur. 1900)
  - Wiktorian Pius, hiszpański lasalianin, męczennik, święty katolicki (ur. 1905)
- 12 października – Eufrazjusz od Dzieciątka Jezus, hiszpański karmelita, męczennik, błogosławiony katolicki (ur. 1897)
- 15 października – Raymond Poincaré, polityk francuski, pięciokrotny premier, prezydent Francji (ur. 1860)
- 17 października – Santiago Ramón y Cajal, hiszpański histolog, prekursor neurobiologii, laureat Nagrody Nobla (ur. 1852)
- 21 października – Robin Welsh, szkocki sportowiec, sędzia i działacz sportowy (ur. 1869)
- 17 listopada – Joachim Ringelnatz, niemiecki poeta, karykaturzysta, rysownik i malarz (ur. 1883)
- 20 listopada – Joel Lehtonen, fiński pisarz (ur. 1881)
- 23 listopada – Ernest Alfred Wallis Budge, angielski egiptolog, orientalista i filolog (ur. 1857)
- 25 listopada – Mychajło Hruszewski (ukr. Михайло Грушевський), ukraiński historyk i polityk (ur. 1866)
- 1 grudnia – Siergiej Kirow (ros. Сергей Миронович Киров), radziecki działacz komunistyczny (ur. 1886)
- 6 grudnia – Roman Kordys, polski taternik i alpinista, działacz na rzecz turystyki i narciarstwa, prawnik, dziennikarz (ur. 1886)
- 15 grudnia – Hryhorij Kosynka (ukr. Григоpій Косинка), ukraiński pisarz i tłumacz, jeden z przedstawicieli rozstrzelanego odrodzenia (ur. 1899)
- 18 grudnia – Sven Elvestad, norweski pisarz i dziennikarz (ur. 1884)
- 28 grudnia – Pau Gargallo, kataloński rzeźbiarz (ur. 1881)
- 31 grudnia – Arthur Evanson, angielski rugbysta (ur. 1859)

## Zdarzenia astronomiczne
- 14 lutego – całkowite zaćmienie Słońca

## Nagrody Nobla
- z fizyki – nagrody nie przyznano
- z chemii – Harold Urey
- z medycyny – George Minot, William Murphy, George Whipple
- z literatury – Luigi Pirandello
- nagroda pokojowa – Arthur Henderson

## Święta ruchome
- Tłusty czwartek: 8 lutego
- Ostatki: 13 lutego
- Popielec: 14 lutego
- Niedziela Palmowa: 25 marca
- Pamiątka śmierci Jezusa Chrystusa: 28 marca
- Wielki Czwartek: 29 marca
- Wielki Piątek: 30 marca
- Wielka Sobota: 31 marca
- Wielkanoc: 1 kwietnia
- Poniedziałek Wielkanocny: 2 kwietnia
- Wniebowstąpienie Pańskie: 10 maja
- Zesłanie Ducha Świętego: 20 maja
- Boże Ciało: 31 maja